# Potwór z Loch Ness
Ten artykuł dotyczy stworzenia, którego istnienia nie potwierdza współczesna zoologia.
Potwór z Loch Ness (Nessie) – zwierzę lub grupa zwierząt rzekomo zamieszkujące szkockie jezioro Loch Ness, objętościowo największy słodkowodny zbiornik Wielkiej Brytanii. Razem z Wielką Stopą i Yeti, potwór z Loch Ness jest kryptydą, jedną z najbardziej znanych zagadek kryptozoologii. Większość naukowców uznaje obecną dokumentację mającą udowodnić istnienie zwierzęcia za nieprzekonującą. Twierdzą najczęściej, że relacje ze spotkań z Nessie są oszustwami lub obserwacjami znanych zwierząt czy zjawisk. Jednakże wiara w istnienie zwierzęcia istnieje pośród wielu osób na całym świecie. Najbardziej popularne teorie próbujące wyjaśnić naturę rzekomego zwierzęcia określają je jako rodzaj plezjozaura, foki, węgorza lub jesiotra.
Opisy Nessie najczęściej mówią o tym, że potwór ma długą szyję zakończoną paszczą, dwu- lub jednogarbny grzbiet i ciemną skórę.

## Jezioro Loch Ness

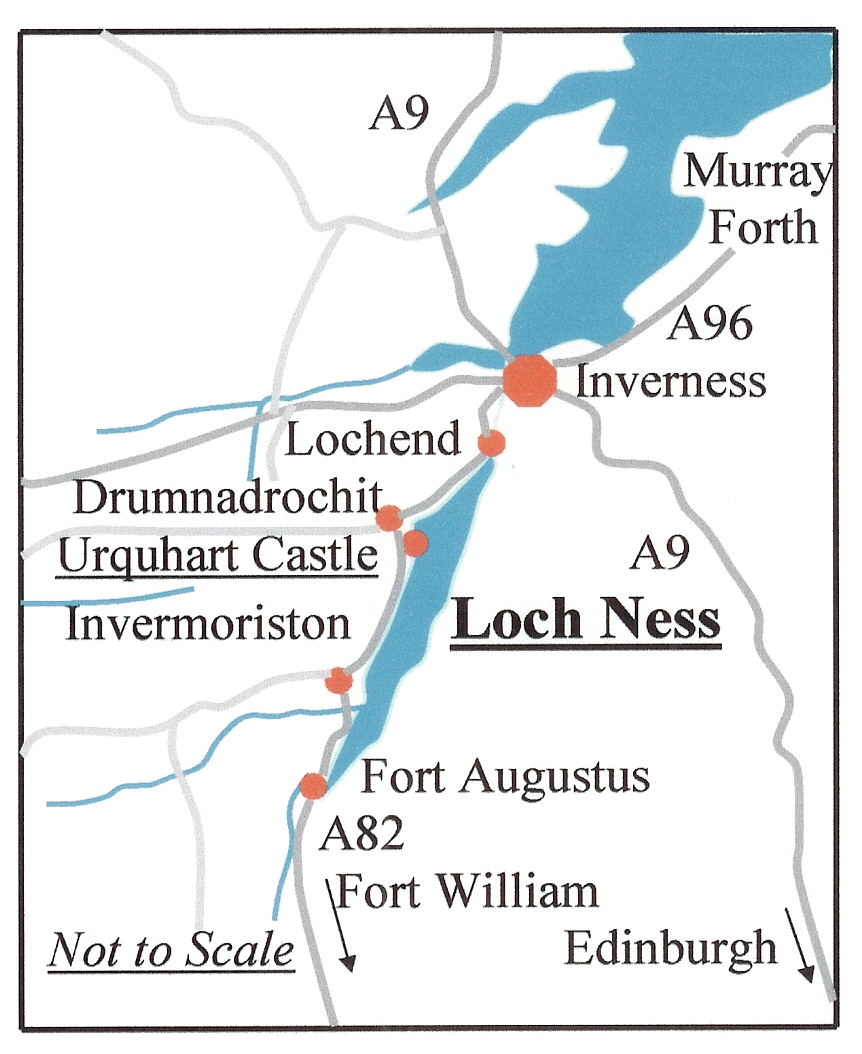
Mapa Loch Ness

Loch Ness jest największym objętościowo zbiornikiem słodkowodnym na Wyspach Brytyjskich. Jezioro jest długie i wąskie – liczy ok. 38 kilometrów długości i średnio 1,6 kilometra szerokości. Znajduje się 16 metrów powyżej poziomu morza. Wraz z innym jeziorem, Loch Oich, tworzy tzw. Kanał Kaledoński, znajdujący się w obniżeniu tektonicznym zwanym Glen More (Wielka Dolina). Brzegi zbiornika są dosyć strome, opadają na głębokość maksymalnie ok. 230 metrów. Do jeziora wpada wiele górskich strumieni, które nanoszą torf osadzający się na dnie. Nadaje to wodom ciemne, rdzawe zabarwienie, co powoduje że widoczność pod powierzchnią jest bardzo słaba. Loch Ness nie zamarza na zimę, a średnia roczna temperatura wód jeziora wynosi ok. 5,5 °C.

Kształty najczęściej opisywane przez obserwatorów rzekomego Nessie: 1) podłużny lub trójkątny grzbiet, 2) szereg „garbów”, 3) stosunkowo niewielka głowa i długa szyja, 4) głowa, szyja i grzbiet, 5) głowa, szyja i szereg garbów

## Relacje

### Przed 1933

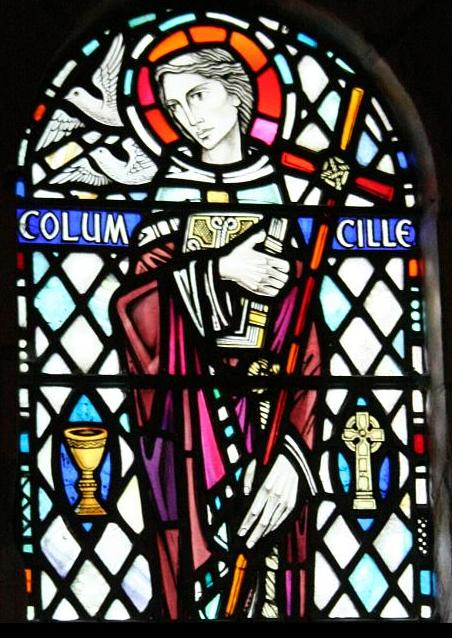
Kolumba (521–597)

Uważa się, że pierwsze pisane wzmianki o potworze zawarł Adamnan w swoich podaniach Żywota św. Kolumby datowanych na ok. 700 n.e. Przez lata podań i deformacji w przekazywaniu tekstu powstało kilka jego wersji, jednak większość z nich opisywała św. Kolumbę – nauczyciela Piktów, który ok. 565 n.e. uratował jednego z wieśniaków przed śmiercią od potwora. Rozdział dzieła Adamnana mówiący o potworze nosi tytuł O przepędzeniu przez świętego męża wodnego potwora za pomocą modlitwy. Opisuje on tam wydarzenie w następujący sposób: 

Innym znów razem, kiedy świątobliwy mąż zatrzymał się na kilka dni w prowincji Piktów, musiał przebyć rzekę Ness. Gdy przybył nad brzeg, ujrzał kilku miejscowych, grzebiących nieszczęśnika, którego według ich słów niedługo przedtem porwał i wściekle pokąsał wodny stwór. Ciało wyłowili uzbrojeni w bosaki przewoźnicy. Święty polecił jednemu ze swych towarzyszy przepłynąć rzekę i przynieść z drugiego brzegu bryłę torfu. Słysząc to Lugne Mocumin bez wahania zrzucił przyodziewek i zostawszy tylko w przepasce na biodrach skoczył do wody. Niepokój wywołany w rzece przez pływaka spowodował jednak nagłe pojawienie się potwora, który z wielkim rykiem i otwartą paszczą rzucił się w kierunku śmiałka, gdy ten znajdował się na środku strumienia. Widząc to świątobliwy mąż zapanował nad okrutnym potworem, mówiąc: »Powiadam ci, nie zbliżaj się i nie tykaj tego człowieka. Zawróć natychmiast!« Po tych słowach zdjęło potwora przerażenie i rzucił się do ucieczki szybszej, niż gdyby go ciągnięto na linach, aczkolwiek zbliżył się już był do Lugne’a na odległość jednego pchnięcia wiosłem.

W 1658 podróżnik Richard Franck wspominał w swoich Pamiętnikach z północy (Northern Memoirs) na temat „pływającej wyspy” pojawiającej się na powierzchni jeziora Loch Ness. Opisuje ją jednak jako wytwór natury – zbieraninę mchu i innej materii leśnej, pchanej po powierzchni wody przez wiatr. XIX-wieczny badacz szkockiego folkloru, John Francis Campbell (Campbell of Islay) w 1860 zapisał natomiast, że usłyszał opowieści o zamieszkujących zbiornik „wodnych bykach”, które jakoby potrafią zmieniać swój kształt, jednak nigdy nie zbliżały się do wodospadów Foyers.
Pierwszą osobą znaną z nazwiska, która twierdziła, że ujrzała potwora był niejaki Jimmy Hossak, który zapewniał, że zobaczył go w 1862 lub 1865. Z października 1871 lub 1872 pochodzi relacja D. MacKenziego, który opisywał obserwację dziwnego obiektu przypominającego wywróconą łódź, płynącego w poprzek jeziora. Później, w 1888, stwora miał zobaczyć zamieszkały w Abriachan Alexander MacDonald, który codziennie przepływał jezioro parowcem udając się do Inverness. Miał on często widywać stworzenie, nazywane przez siebie „salamandrą”, które jednak opisywał jako mające sierść. O rzekomych obserwacjach potwora z tego okresu pisały w 1896 „Glasgow News”.
Z lat 20. XX wieku pochodzą dwie relacje. W 1919 Margaret Cameron wraz z trójką dzieci zaobserwowała rzekomo potwora, który miał wyjść z lasu i zanurzyć się w wodzie jeziora w zatoce Inchnacardoch. Zgodnie z jej opisem, stworzenie miało ok. 6 metrów długości i poruszało się jak gąsienica. Natomiast w kwietniu 1923 Alfred Cruickshank, podczas jazdy wzdłuż jeziora Fordem T, miał zobaczyć na brzegu duże, garbate zwierzę, wysokie na ok. 2 metry, oddalone na ok. 15 metrów od obserwatora. Zgodnie z jego opisem, stworzenie miało cztery nogi przypominające te u słonia i duże stopy. Zwierzę miało szczeknąć ostro i zanurzyć się w wodzie.
W 1930 w „Northern Chronicles” ukazał się artykuł pt. Dziwna przygoda w Loch Ness, zawierający relację wędkarza Iana Milne’a, który w lipcu tego roku wraz z dwójką przyjaciół łowił ryby w zatoce Dores. W pewnym momencie ich oczom miał ukazać się obiekt mierzący 6,5 metra, który płynął zakosami. Miał on 2–3 garby.

### 1933: początek legendy

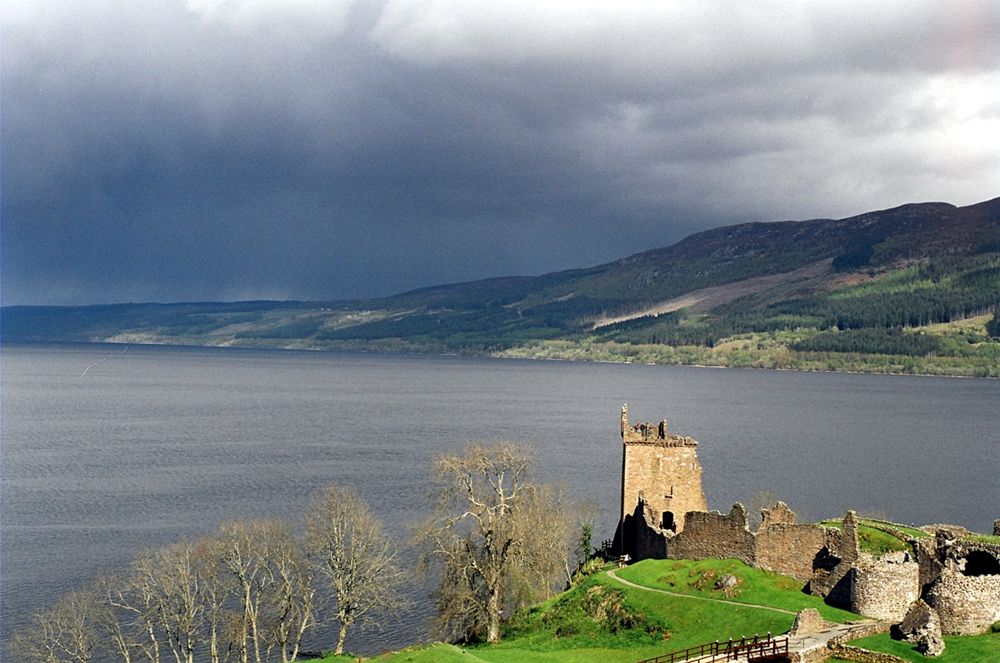
Okolice ruin zamku Urquhart – pochodzi stamtąd wiele relacji o spotkaniach z Nessie

Międzynarodowy rozgłos na temat rzekomej bestii zaczął się 2 maja 1933 za sprawą relacji właścicieli hotelu w Drumnadrochit – państwa Mackay (lub Kane) opublikowanej przez Alexandra Campbella w lokalnej gazecie „Inverness Courier”, zawierającej opis stworzenia podobnego do wieloryba spotkanego dnia 14 kwietnia tegoż roku. Campbell pisał m.in.: 

Oto w piątek zeszłego tygodnia mieszkający w pobliżu Inverness znany biznesmen jechał wraz z żoną północnym brzegiem jeziora. W pewnej chwili oboje w osłupieniu skonstatowali, że coś przerażającego wyrzuca w górę wodę […] Stworzenie baraszkowało całą minutę. Kształtem przypominało nieco wieloryba. Wzburzona woda pieniła się i przelewała jak we wrzącym kotle […]. Patrzący odnieśli wrażenie, że uczestniczą w niesamowitym wydarzeniu, i uświadomili sobie, że nie był to zwykły mieszkaniec głębiny.

 Po raz pierwszy rzekome zwierzę jako „potwór” miał określić wydawca cytowanej gazety, dr Barron, jednak określenie to pojawiło się najpierw na łamach lokalnej „The Northern Chronicle”, numeru pochodzącego z dnia 2 maja 1933.
11 maja tego samego roku zwierzę miał widzieć Alexander Shaw i jego syn Alister, którzy stali na trawniku przed domem, znajdującym się ok. 50 metrów od jeziora. Świadkowie ci twierdzili, że ujrzeli na powierzchni wody bruzdę, jaką zostawia zwykle płynący obiekt, a później także grzbiet jakiegoś stworzenia. Potwora zaobserwować miała także rodzina MacLennanów z Temple Pier koło Drumnadrochit. Utrzymywali oni, że zobaczyli zwierzę o długości ok. 10 metrów, posiadające cztery płetwy, szyję z wełną lub sierścią, zwężającą się w kierunku łba, ogonem „przypominającym rybę” i grzbiet z garbami. Z 27 maja pochodzi relacja Nory Simpson – zgodnie z jej obserwacją zwierzę leżało na wodzie ok. 40 metrów od brzegu. Zdaniem Simpson miało ok. 10 metrów długości i dwa garby na grzbiecie. Obserwacja miała trwać kilka minut, po upłynięciu których potwór zanurzył się gwałtownie pod powierzchnię wody.
22 lipca 1933 miała podobno miejsce pierwsza obserwacja potwora na lądzie. Tego dnia George Spicer wraz z żoną jechał drogą z Inverness do Foyers. Zgodnie z ich relacją, na wzniesieniu za Whitefield na drodze pojawiło się dziwaczne zwierzę. Około 60 metrów od samochodu przez szosę przepełzło okropne, ciemnoszare zwierzę o odrażającej sylwetce, przypominające ślimaka. Spicerowie opisali je jako posiadające długą, falującą szyję i duży wypukły korpus. Nie zaobserwowali głowy stwora ani odnóży czy ogona, ponieważ zasłaniały je wzniesienie terenu. Twierdzili także, że na tyle szyi zwierzęcia znajdowała się jakaś dziwna, zwisająca, jakby przewieszona rzecz (później w prasie pojawiły się nieprawdopodobne spekulacje, że była to przewieszona sarna lub koza będąca myśliwskim łupem zwierzęcia). Pani Spicer określiła długość potwora na 7,5 metra. Relacja z tego spotkania pojawiła się 4 sierpnia 1933 w artykule w „Inverness Courier”.

Z początku sierpnia 1933 pochodzi inna relacja z rzekomego spotkania z potworem na lądzie. Pani MacLennan, wracając z kościoła, miała natknąć się na dziwne zwierzę, leżące na skalnej półce, znajdującej się ok. 2 metry nad wodą, nieco poniżej szosy. Kobieta przerażona widokiem stworzenia miała krzyknąć „O matko!”, a stwór przestraszony ześlizgnął się ze skały i wpadł z pluskiem do wody. MacLennan opisała je jako podobne do słonia, ze względu na szarą skórę, pokrytą prążkowanymi zgrubieniami. Jak twierdziła: 

Jego nogi, choć krótkie, grube i niezgrabne, były jednak najprawdziwszymi nogami, zakończonymi czymś w rodzaju świńskich racic, lecz znacznie większymi. Nie widać było ani śladu uszu, ale proszę mi wierzyć, że zwierzę słyszało. Wspięło się na przednie nogi, a następnie ześlizgnęło ze skały na racicach. Nie wyprostowało się tak jak na przykład krowa. Tylnymi kończynami przywierało do gruntu bardzo szczelnie. Wydawało się, że jego korpus jest za ciężki do udźwignięcia dla nóg. Zwierzę zjechało do wody, powodując wielki plusk. Zawołałam moich chłopaków, ale wszystko, co zobaczyli, to rozchodzące się po wodzie koła.

Jeszcze we wrześniu i listopadzie tego samego roku napłynęły kolejne zgłoszenia na temat potwora – łącznie 50 informacji w przeciągu roku (w tym jeden materiał filmowy). Historie te szybko zostały podchwycone przez prasę na całych wyspach i jeszcze tego samego roku drukowane były w gazetach francuskich.

#### Zdjęcie Graya
Z 12 listopada 1933 pochodzi pierwsze zdjęcie przedstawiające ponoć potwora z Loch Ness. Tego dnia mieszkaniec Foyers, Hugh Gray sfotografował coś, co zgodnie z jego relacją było stworzeniem o dużym tułowiu i długiej, wyprostowanej szyi. Gray miał zrobić zdjęcie potworowi znajdując się na dziesięciometrowej skale znajdującej się nad powierzchnią jeziora ok. 1,5 km od Foyers. Fotografia została wywołana dopiero trzy tygodnie po dniu jej wykonania, a następnie ukazała się wraz z opowieścią rzekomego świadka w szkockim dzienniku „Daily Mail”.
Opinie ekspertów na temat tej fotografii okazały się niejednoznaczne. Zdaniem zoologa prof. Grahama Kerra z uniwersytetu w Glasgow jako obraz żywego stworzenia fotografia jest nieprzekonująca. Inni natomiast doszli do wniosku, że przedstawia ona zwierzę znane nauce. J.R. Norman z Muzeum Brytyjskiego w swoim wyjaśnieniu stwierdził, że wszystko sprowadzić można do wieloryba z butelkowatym nosem, większego gatunku rekina czy wreszcie po prostu wraku statku. Inni naukowcy opisywali obiekt na zdjęciu jako zbutwiałą kłodę drewna, którą podwodne gazy wypchnęły na moment na powierzchnię. Pojawiły się także wyjaśnienia mówiące o tym, że fotografia przedstawia płynącego psa, trzymającego kij w pysku.

#### Film Irvine’a
W grudniu 1933 nad jezioro przybyli Malcolm Irvine, Stanley Clinton i Scott Hay. Ich celem było sfilmowanie zwierzęcia zamieszkującego Loch Ness. 12 grudnia, ok. godziny 14 Irvine nakręcił film, który ich zdaniem przedstawiał potwora z Loch Ness. Było to pierwsze świadectwo filmowe, mające udowodnić istnienie tego stworzenia. Filmowcy założyli, że zwierzę na pewno często pojawia się w zatoce znanej z bogatego występowania tam ryb. Po trzech godzinach oczekiwania sfilmowali przepływający w odległości ok. 100 metrów obiekt, który określili jako zwierzę długości 5 metrów, płynące z prędkością ok. 35 km/h.

Film wyświetlono po raz pierwszy 2 stycznia w Londynie, na zamkniętym pokazie. „The Times” z 4 stycznia 1934 zawiera opis filmu, który nie zachował się w całości do czasów obecnych. Zgodnie z tym artykułem, trwał on 2 minuty. Widoczne na nim były garby stworzenia, przesuwającego się z lewej na prawą stronę kadru. 

Najwyraźniejsze ruchy wykonywał ogon, być może zbliżony wyglądem do ogona wielorybiego. Jest on ciemniejszy niż reszta ciała. Fotografujący określają ogólną barwę stworzenia jako szarą, ogona zaś jako czarną. Wzburzenie wody z tyłu za potworem wydaje się być skutkiem działania czegoś w rodzaju płetw czy łopatek.

 Do dziś przetrwało tylko kilka klatek filmu Irvine’a.

### Dalsza legenda

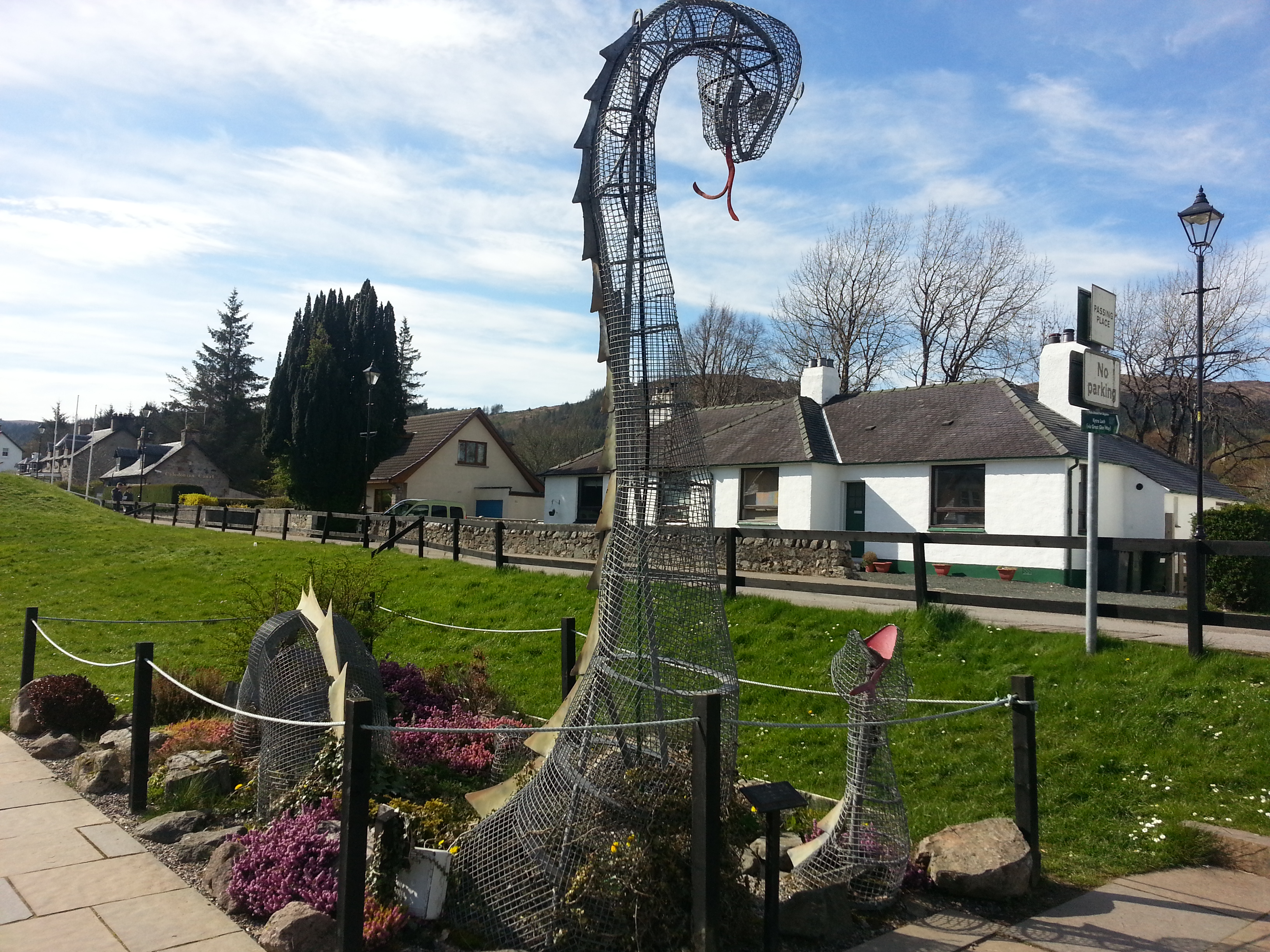
Rzeźba przedstawiająca Nessie w Fort Augustus

5 stycznia 1934 miała ponoć miejsce kolejna obserwacja stworzenia na lądzie. Arthur Grant miał spotkać potwora jadąc nocą motocyklem z Inverness do Drumnadrochit, ok. 5 km od Lochend. Grant miał zobaczyć w pewnym momencie po prawej stronie drogi ciemny obiekt, który okazał się zwierzęciem. Zgodnie z jego relacją, stworzenie przebyło dwoma skokami szosę i zniknęło nad brzegiem jeziora, porośniętym gęstymi krzakami. Grant próbował ścigać domniemanego potwora, ale usłyszał tylko plusk wody. Opisywał go później w następujący sposób: 

Widziałem ten obiekt doskonale. Niewiele brakowało, aby zderzył się z motocyklem. Miał długą szyję, zakończoną małą główką o dużych, owalnych oczach, jego ogon o długości około dwóch metrów był silny i, co ciekawe, zakończony nie spiczasto, lecz obło. Ogólna długość zwierzęcia – cztery do sześciu metrów. Mając pewną wiedzę przyrodniczą, mogę powiedzieć, że nigdy w życiu nie widziałem takiego zwierzęcia. To była jakaś hybryda – skrzyżowanie plezjozaura z foką.

 Grant wykonał także rysunek przedstawiający stworzenie, które podobno widział. Został on opublikowany 8 stycznia 1934 w wychodzącym w Aberdeen „Press and Journal”.
26 maja 1934 bernardyn Richard Horan z Fort Augustus miał obserwować przez pięć minut głowę i kark zwierzęcia powoli płynącego w wodach jeziora. Jak później opowiadał, stworzenie zostało najprawdopodobniej przestraszone przez nadpływającą łódź, zanurzyło się i, płynąc tuż pod powierzchnią wody, przemieszczało się na północny wschód, wzburzając spore fale.

#### Zdjęcie Lee/Adamsa
Z 3 sierpnia 1934 pochodzi kolejne zdjęcie, uważane przez wielu za fotografię przedstawiającą stworzenie zamieszkujące Loch Ness. Zostało ono opublikowane przez „Daily Mail” 25 sierpnia 1934, a przez „Illustrated London News” 1 września 1934, jako wykonane przez osobę znajdującą się w ruinach zamku Urquhart. Nie zamieszczono jednak imienia i nazwiska autora – później podawano, że jest nim dr James Lee lub F.C. Adams. Fotografia przedstawia ciemny, trójkątny obiekt wystający z wody. Analizujący zdjęcie porównywali go bardzo często do grzbietowej płetwy orki.
Tego samego lata, 5 czerwca 1934, miała miejsce rzekomo kolejna obserwacja stworzenia na lądzie. Margaret Munro, pokojówka pracująca w Kilchumein Lodge nad zatoką Borlum, około godziny 7 rano ujrzała przez lornetkę zwierzę, które później opisywała jako największe, jakie w życiu widziała. Obserwacja miała trwać ok. 25 minut, a domniemany potwór został przez nią opisany jako posiadający żyrafią szyję, małą główkę i ogromne, nieproporcjonalne ciało o barwie szarej, dwie płetwy z przodu oraz kilka garbów na grzbiecie.

Kolejne doniesienia o pojawieniu się zwierzęcia pochodzą z 1937. O pojawieniu się trzech stworzeń naraz mówi relacja państwa Stevensonów, goszczących w zajeździe w Brachli 13 lipca 1937 – mieli oni obserwować stworzenia oddalone o 250 metrów od brzegu. 

W środku znajdowały się dwa błyszczące, czarne garby długości ponad półtora metra, a wystające ponad wodę na pół metra. Po obu ich stronach płynęły potwory mniejsze, z których jeden, hałaśliwie rozbryzgując wodę, skierował się ku przeciwległemu brzegowi. Największe zwierzę i drugie mniejsze podążały następnie w stronę zamku Urquhart.

#### Kolejne filmy i relacje
22 września 1936 Malcolm Irvine po raz drugi nakręcił film, który jego zdaniem przedstawiał płynącego potwora z Loch Ness. Tego dnia o godzinie 15.30 Irvine zajął pozycję nad zatoką 5 km od Inverfarigaig, gdzie udało mu się sfilmować szybko poruszający się obiekt, płynący od strony Foyers. Również i to nagranie nie zachowało się w całości do czasów dzisiejszych. Zdaniem jego twórcy, przedstawiało ono szyję i głowę płynącego stworzenia, opadające i wznoszące się wraz z ruchami jego płetw. Członek przyrodniczego Towarzystwa im. Linneusza, Eric Foxton po obejrzeniu filmu stwierdził, że nie może zidentyfikować zwierzęcia widniejącego na kliszy.
Z 28 października 1936 pochodzi relacja z obserwacji zwierzęcia z małą głową, długą szyją i dwoma czarnymi garbami na grzbiecie, które miało być widoczne przez trzynaście minut w wodach jeziora niedaleko zamku Urquhart. Zamieszkały niedaleko Duncan MacMillan ujrzał stworzenie jako pierwszy. Po jakimś czasie dołączyli do niego pasażerowie dwóch autobusów wycieczkowych, które zatrzymały się, aby turyści mogli popatrzyć na jezioro. Łącznie dziwne zwierzę miało wówczas obserwować ok. 50 osób.

Kolejny film rzekomo przedstawiający potwora został wykonany przez G.E. Taylora 28 maja 1938. Sfilmował on obiekt leżący nieruchomo na powierzchni wody, ok. 200 metrów od kamerzysty. Taylor opisywał rzekome stworzenie: 

Jego ciało było duże i zaokrąglone, zwężające się w kierunku szyi zanurzonej w wodzie i widocznej jeszcze jakieś pół metra pod powierzchnią. Szyja wyginała się w łuk, wystający ponad wodę na kilkanaście centymetrów, by następnie znów się zanurzyć. Wszystko wskazywało na to, że w miejscu, w którym ów łuk łączył się z wodą, znajdowała się część głowowa. Całe ciało koloru ciemnoszarego wynurzone było na około pół metra.

 Taylor miał obserwować zwierzę około południa, po czym wrócił na miejsce obserwacji ponownie ok. 12.45, aby zobaczyć je i sfilmować ponownie. Film został przebadany przez zoologa Maurice Burtona, przekazano go także do analizy w Narodowym Instytucie Oceanografii (obecnie Narodowe Centrum Oceanografii w Southampton). Eksperci zgodnie stwierdzili, że nagranie przedstawia zwykły, nieożywiony przedmiot unoszący się w wodach jeziora.
W latach 40., 50. i 60. XX wieku pojawiały się kolejne doniesienia o rzekomych obserwacjach nieznanego zwierzęcia. W październiku 1936 miała obserwować je unoszące się na powierzchni wody przez ponad 14 minut, Marjory Moir. 10 sierpnia 1941 dziwny obiekt widziała spora grupa osób, o czym donosił „Daily Mail” – potwór miał mieć długą szyję w kształcie węża i długość ok. 5 metrów. Tuż po II wojnie światowej, w sierpniu 1946 zwierzę podobno pokazało się państwu Atkinsonom niedaleko Dores, 4 kwietnia 1947 – J.W. McKillopowi (urzędnikowi rady hrabstwa Inverness), a w grudniu 1948 miała zaobserwować je Russell Ellice i jej dwoje dzieci, w pobliżu Brachli.

Niedużego stwora miała nad Loch Ness zaobserwować 20 sierpnia 1952 Greta Finlay. Zaniepokojona dziwnymi odgłosami rzekomo ujrzała potwora za własną przyczepą kempingową. Potem mówiła o tym tak: 

Tak bardzo byłam zaabsorbowana dziwnym widokiem jego głowy i szyi, że nie przyjrzałam się uważnie reszcie. Były tam dwa lub trzy garby, a długość całego zwierzęcia mogła wynieść cztery i pół metra. Szyja była wyprostowana i nieco grubsza w partii łączącej ją z beczkowatym ciałem, skrytym pod wodą. Szyja wraz z głową miała trzy czwarte metra długości, zaś sama głowa około piętnastu centymetrów. Szerokość głowy nie była większa niż szyi. Poza odrażającym widokiem głowy szczególnie mnie zdumiały sterczące z niej dwa piętnastocentymetrowe wyrostki z kroplistymi pęcherzykami na końcach. Skóra była czarna i lśniąca, najbardziej przypominająca ślimaka.

W grudniu 1954 po raz pierwszy zanotowano zagadkowy odczyt na ekranie echosondy badającej odmęty jeziora. Dryfter „Rival III” z Peterhead przepływający przez Loch Ness wyposażony był w takie urządzenie i członkom jego załogi udało się zarejestrować obraz dziwnego obiektu na głębokości ok. 150 metrów. Obraz zbadali pracownicy z Instytutu Kelvina i Hughesa. Ich zdaniem nie była to na pewno ławica ryb, lecz jednolity obiekt.
Kolejne zdjęcie mające przedstawiać potwora, lub nawet dwa osobniki, pochodzi z 9 lipca 1955, kiedy to Peter MacNab, znajdując się na drodze nieco powyżej zamku Urquhart zauważył wzburzenie powierzchni wody. Za pomocą teleobiektywu wykonał fotografię obiektu, który uznał za ciemne, podłużne ciało przesuwające się w wodzie. Zdjęcie MacNaba ukazuje dwa wydłużone garby oraz ruiny zamku Urquhart. Wielu zwolenników istnienia potwora zwraca uwagę na to, że oba obiekty najwidoczniej wywołują osobne bruzdy na powierzchni wody – co uznają za dowód zamieszkiwania Loch Ness przez kilka zwierząt. Obecność ruin zamku na fotografii umożliwiło ocenę wielkości uchwyconego rzekomego zwierzęcia (lub zwierząt). Wieża ma prawie 20 metrów wysokości nad poziomem jeziora, co oznacza, że obiekt na zdjęciu ma 12–15 metrów długości. Biorąc pod uwagę fakt, że większość zwierząt morskich płynąc ukazuje mniej więcej 1/3 swego ciała, stworzenie na zdjęciu MacNaba musiałoby mieć długość ponad 36 metrów (więcej niż dorosły płetwal błękitny, największe zwierzę na świecie). Wiarygodności zdjęciu nie dodało również to, że wkrótce po opublikowaniu go w książce Constance Whyte More Than a Legend (Więcej niż legenda) w 1957, pojawiła się druga jego wersja, zamieszczona w publikacji Roya Mackala The Monsters of Loch Ness (Potwory z Loch Ness) z 1976, co może oznaczać, że fotografia była retuszowana.
Z 8 października 1957 pochodzi relacja Christine Fraser, która wraz z innymi turystami podróżującymi autobusem miała zobaczyć 8-metrowe zwierzę z trzema garbami na grzbiecie, wynurzające się z wód jeziora niedaleko Strone.

### Lata 60.

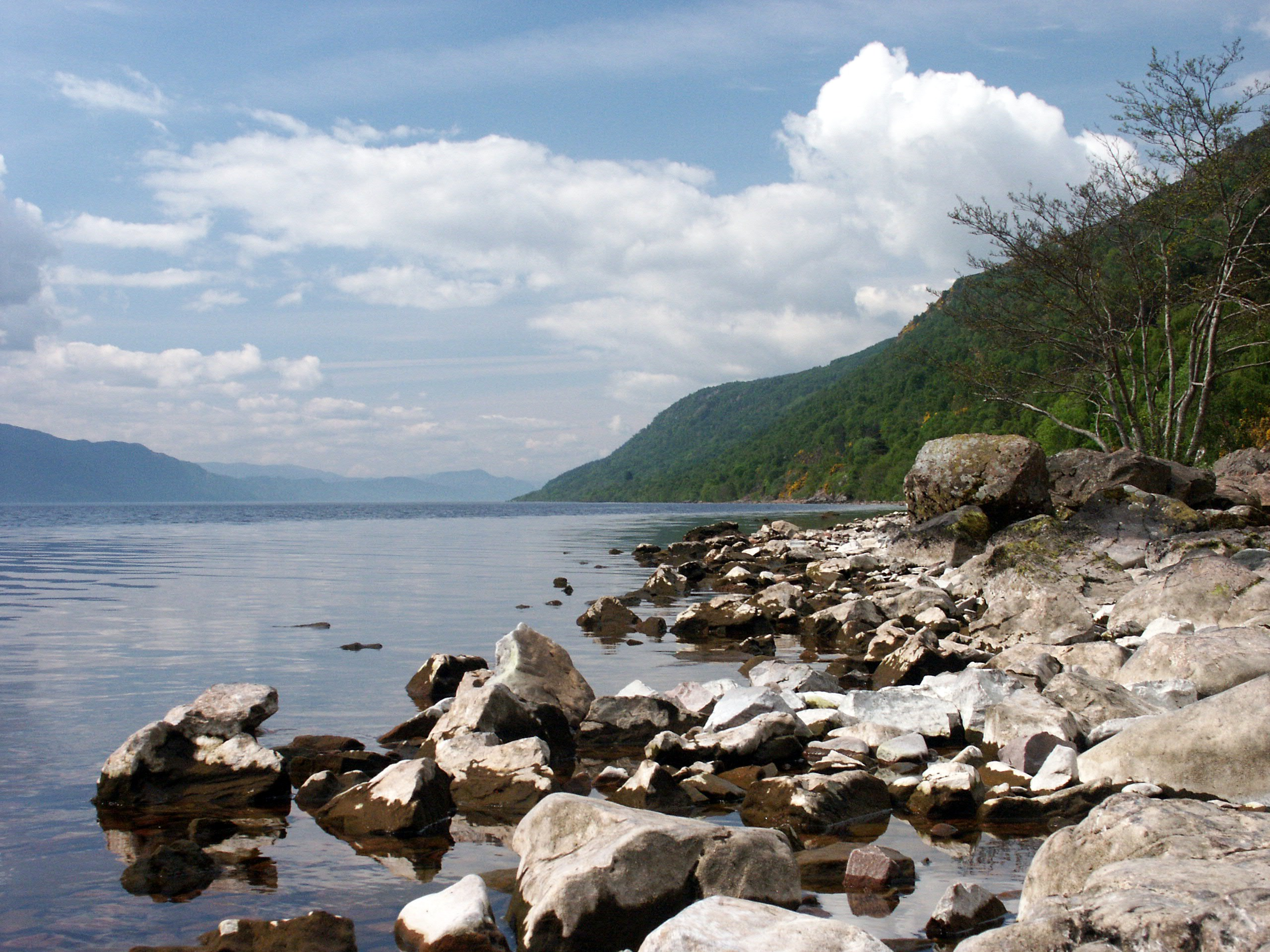
Wybrzeże Loch Ness

W 1960 pojawiła się nadspodziewanie duża ilość relacji o spotkaniach z rzekomym potworem, a zdaniem zwolenników jego istnienia, był on w tym czasie niezwykle aktywny. 28 lutego 1960 dziwny obiekt miał obserwować przez lornetkę Torquil MacLeod, znajdując się trzy kilometry od Invermoriston. Autor relacji opisywał obserwację w następujący sposób: 

Skierowałem lornetkę na poruszający się obiekt i ujrzałem wielką szaroczarną masę (przypuszczam, że skóra miejscami była mokra), a z przodu było coś przypominającego ogromną trąbę słonia. Po obu bokach dostrzegłem łopatkowate płetwy, lecz umiejscowione raczej w tylnej (przeciwnej do trąby) części ciała, która zwężała się i była zanurzona w wodzie. Zwierzę znajdowało się na stromym zboczu i jeśli jego kręgosłup uznać za linię względnie prostą, było odchylone o 15-20 stopni od linii mojego wzroku: na górze trąba nieco w lewo, na dole, już w wodzie, ogon – w prawo.

 MacLeod ocenił długość zwierzęcia na ok. 13 metrów.
W tym samym roku, w jednym z numerów tygodnika „Weekly Scotsman” pojawiło się zdjęcie wykonane przez Petera O’Connora 27 maja, przedstawiające jakoby grzbiet i głowę zwierzęcia płynącego ok. 25 metrów od brzegu. O’Connor miał wykonać je aparatem z fleszem, brodząc w wodzie jeziora. Wkrótce potem badacz sprawy Loch Ness, Maurice Burton ogłosił, że nad brzegiem jeziora, w miejscu gdzie O’Connor wykonał swe zdjęcie, znalazł polietylenowy worek i drewniany słup, które najprawdopodobniej posłużyły do mistyfikacji. Wykonawca zdjęcia nie zareagował na to oskarżenie, ale i Burton nie udowodnił istnienia przedmiotów, które miał znaleźć nad jeziorem.

#### Film Dinsdale’a

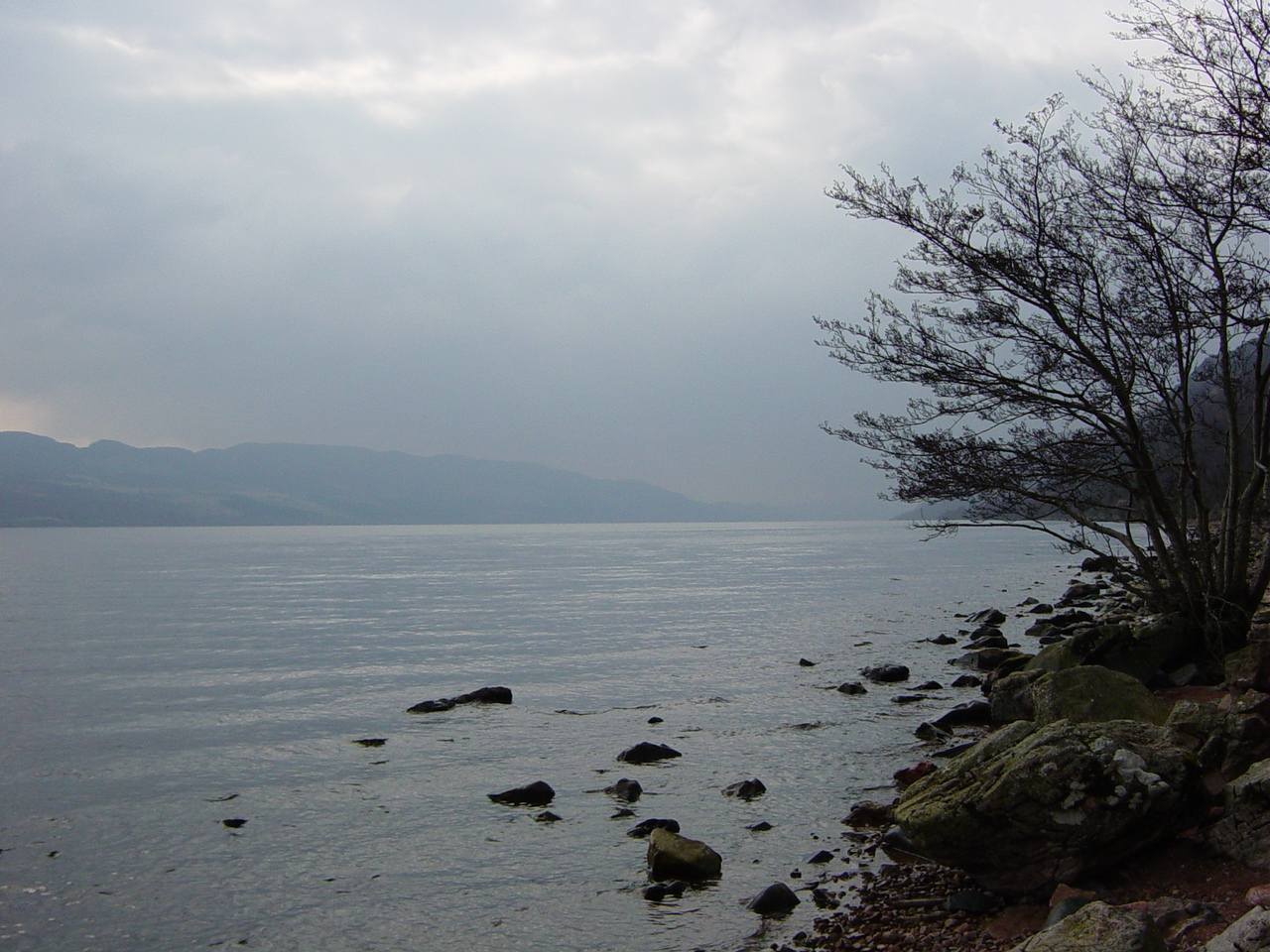
Loch Ness

W 1960 kolejny materiał filmowy nakręcił inżynier żeglugi powietrznej Tim Dinsdale, który porzucił swoją pracę na rzecz poszukiwań legendarnego potwora. 23 kwietnia tegoż roku znajdował się on niedaleko Foyers, gdzie ze wzgórza nad jeziorem sfilmował widoczny na poszczególnych klatkach pojedynczy garb, dość szybko płynący. Dr Maurice Burton stwierdził jednak, że film Dinsdale’a przedstawia łódź 4,5-metrowej długości, której pasażerowie mieli na sobie brezentowe peleryny. Jednakże zwolennicy istnienia potwora wskazują na to, że Dinsdale tego samego dnia nakręcił inny film, przedstawiający właśnie łódkę i ślady w wodzie pozostawione przez oba obiekty różnią się diametralnie.
11 sierpnia 1960 dziwny obiekt obserwowało piętnaście osób znajdujących się w hotelu „The Clansman”. Jak twierdzili świadkowie, ujrzeli zwierzę płynące ok. 60 metrów od nich. Miało ono trzy ciemnoszare garby oraz dwie widoczne wiosłujące płetwy; nie była widoczna ani głowa, ani szyja stworzenia. Obserwacja miała trwać ok. 5 minut.
25 sierpnia 1962 pisarz W. „Ted” Holiday miał zobaczyć szaroczarne zwierzę, mierzące 13–15 metrów, pływające w wodach jeziora niedaleko ujścia rzeki Foyers.

### Lata 70. i 80.
Z 8 lipca 1979 pochodzi relacja Donalda MacKinnona, który miał ujrzeć potwora z Loch Ness na lądzie. Jak opowiadał, natknął się na duże szare zwierzę, długie na ok. 8 metrów, które wyszło z lasu, zeszło do jeziora i ześlizgnęło się do wody. MacKinnon zauważył, że było ono wyposażone w cztery nogi z trójpalczastymi łapami.
Barbara Grant i Mary Appleby podczas przejażdżki autem wzdłuż brzegów jeziora 21 czerwca 1987 miały zobaczyć czerwonobrązowy obiekt przypominający kolumnę, wystający z wody na północ od Abriachan. Grant zatrzymała samochód, aby lepiej przyjrzeć się zwierzęciu. Rzekome stworzenie miało wówczas zacząć się poruszać i płynąć ze znaczną szybkością.

### Późniejsze relacje
Rzekomy potwór obserwowany był jeszcze wielokrotnie, jednak z powodu rozgłosu, jakiego nabrała tajemnica jeziora, nowsze relacje odbierane są z większym sceptycyzmem. Przykładowo, 17 czerwca 1993 Edna MacInnes i David Mackay z Inverness mieli zobaczyć potwora długości ok. 12 metrów, jasnobrązowego koloru z długą szyją wystającą z wody na dużą wysokość. Po przepłynięciu sporej trasy na powierzchni wody, zwierzę miało zanurkować i zniknąć. Pomimo że stwór był milę od brzegu, MacInnes twierdził, że musiał biec wzdłuż brzegu, aby utrzymać z nim kontakt wzrokowy. Byłem przestraszony, kiedy fala powstała z jego kilwateru uderzyła o brzeg, ale wciąż biegłem za nim. W czasie, gdy zanurkował pod powierzchnię, biegłem najszybciej jak potrafiłem – dodał. Cztery minuty później zobaczyli rzekomego potwora ponownie, a Mackayowi udało się nawet zrobić zdjęcie, które przedstawia jednak tylko wspomniany kilwater.
Później tego samego dnia stworzenie miał zobaczyć także James MacIntosh z Inverness, wraz ze swoim synem (o imieniu również James). Młody MacIntosh zobaczył zwierzę pierwszy, mówiąc Tato, to nie jest łódź. Również opisali stworzenie jako jasnoszare zwierzę z długą szyją. Tym razem płynęło ono w stronę przeciwną do brzegu.
Z tego samego wieczora pochodzi relacja Lorraine Davidson, która miała zobaczyć duży kilwater na jeziorze, pomimo tego, że nie widać było żadnej łodzi w promieniu mil. Kilwater ten miał różnić się znacznie od tego wywoływanego przez łódź, ale w jaki sposób, o tym jej relacja nie wspomina.
Z 24 kwietnia 1999 pochodzi relacja Dave Turnera, który wraz z przyjacielem miał przez kilka minut obserwować niedaleko Inverfarigaig stworzenie poruszające się wolno pod wodą. Zgodnie z ich opisem, zwierzę miało cztery odnóża.
W czerwcu 1999 Nora i Mike James z Teksasu obserwowali przez Internet powierzchnię wód jeziora, wykorzystując w tym celu stronę Scotland Online, na którą trafia sygnał z kamer zainstalowanych na brzegu Loch Ness. 5 czerwca mieli ujrzeć na ekranie swego komputera głowę i szyję stworzenia płynącego szybko i zostawiającego za sobą kilwater w kształcie litery „V”. 7 czerwca zaobserwowali natomiast rzekomo biały garb wyłaniający się z wody i wzburzający spore fale. Parze udało się zachować zrzuty ekranu w formie graficznego pliku komputerowego, które przekazano administratorom Scotland Online.
26 maja 2007 technik laboratoryjny Gordon Holmes z Shopley w Yorkshire sfilmował coś, co uznał za potwora z Loch Ness. Jego zdaniem film ukazuje duże zwierzę płynące tuż pod powierzchnią wody szkockiego jeziora. Holmes twierdzi, że obiekt płynął z prędkością ok. 6 m/s i utrzymywał prosty kurs. Początkowo wziął go za wielkiego węgorza. Na filmie widoczny jest brzeg, dzięki czemu można określić wielkość obiektu zanurzonego w wodzie. Jeden z badaczy Loch Ness, Adrian Shine, stwierdził, że nagranie warte jest dalszego przebadania, jednak jego zdaniem najprawdopodobniej przedstawia ono fokę, ptaka wodnego lub wydrę. Sam Holmes w wywiadach udzielonych po ujawnieniu nagrania powiedział, że być może udało mu się sfilmować zwierzę znane nauce. Zamieszanie wywołała także informacja o długości sfilmowanego obiektu – Holmes twierdził, że miał on ok. 5 stóp długości (ok. 1,5 m), podczas gdy w serwisie CNN podano, że mierzył 45 stóp (ok. 15 m). Wiarygodność autora filmu została podważona również przez jego wcześniejsze poczynania – twierdził on, że spotkał także czarną panterę w Anglii (tą sprawą również zajmują się kryptozoolodzy) i sfilmował „wróżki”.
27 sierpnia 2013 David Elder zaprezentował pięciominutowe nagranie przedstawiające „zagadkową falę” na jeziorze. Jak stwierdził, została ona wywołana przez 4,5-metrowy „stały obiekt”, znajdujący się tuż pod powierzchnią wody. 50-letni Elder, turysta z East Kilbride, fotografował łabędzia z molo w Fort Augustus (południowo-zachodni kraniec jeziora), kiedy udało mu się uchwycić ruch w wodzie. Jak stwierdził, woda była spokojna w tym czasie i nie było zmarszczek pochodzących z fali, ani żadnej innej aktywności na wodzie. Sceptycy twierdzą, że fala mogła być rezultatem porywu wiatru.
19 kwietnia 2014 pojawiła się informacja mówiąca o tym, że zdjęcia satelitarne Loch Ness, wykonane w ramach Apple Maps, zawierają fotografię przedstawiającą duże stworzenie płynące tuż pod powierzchnią wody jeziora. Została ona wykonana na północy zbiornika. Widoczny na niej obiekt ma ok. 30 metrów długości i przypomina ogromną rybę. Widok ten tłumaczono falą powstałą za płynącą łodzią (której nie widać w kadrze), zmarszczeniem lustra wody wywołanym przez fokę lub unoszącym się na nim drewnem.

## Poszukiwania

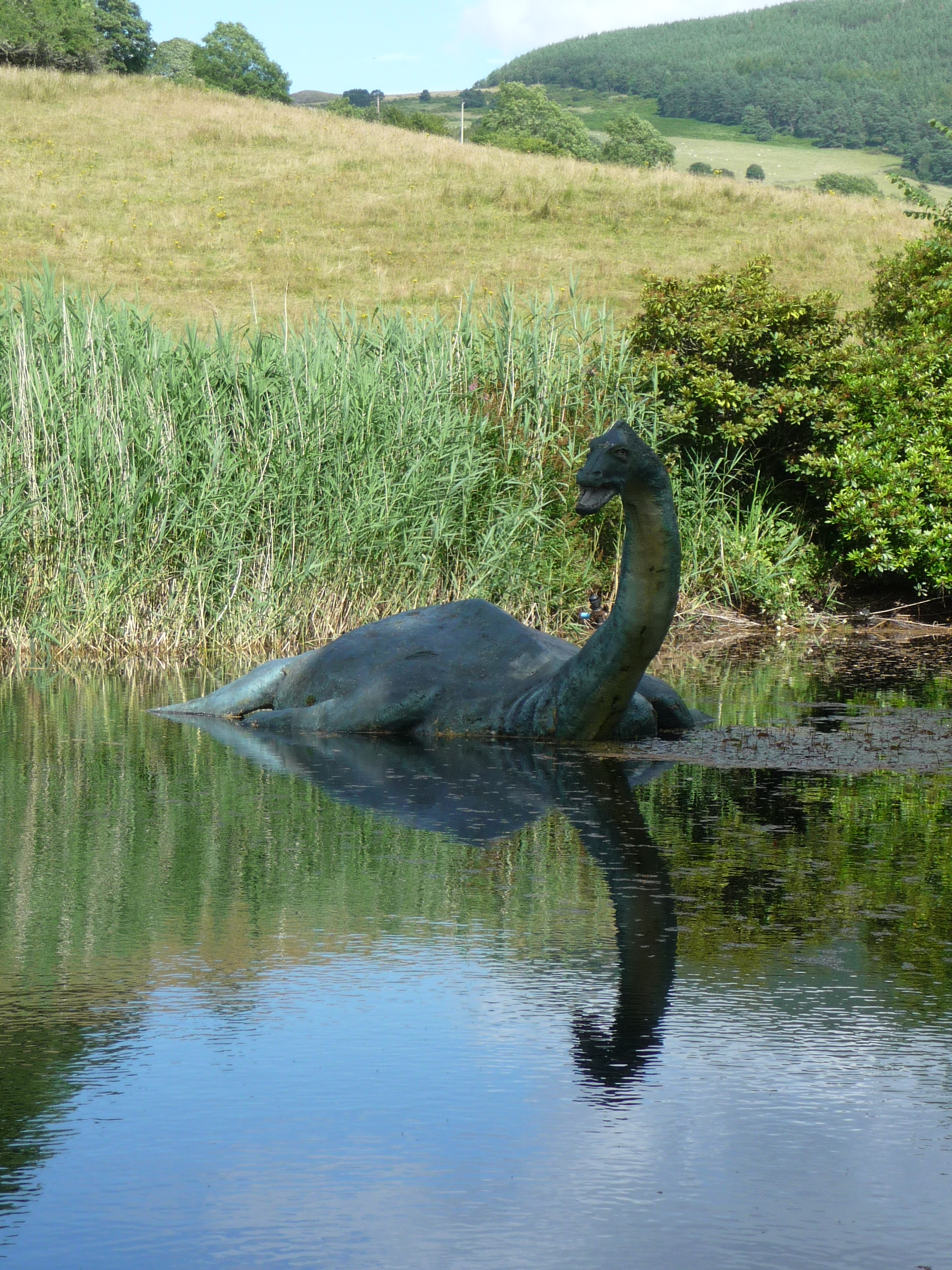
Posąg przedstawiający Nessie w Drumnadrochit

Jezioro Loch Ness badane było przez szereg ekspedycji naukowych, których uczestnicy poszukiwali dowodów na istnienie nieznanego zwierzęcia lub zwierząt zamieszkujących zbiornik. Żadna z wypraw, pomimo często wielotygodniowych poszukiwań, nie dostarczyła niezbitych dowodów na istnienie Nessie.

### Wyprawa Mountaina (1934)
Latem 1934 sir Edward Mountain urządził pierwszą w historii ekspedycję, mającą na celu wyjaśnienie zagadki jeziora Loch Ness. Badania nie przyniosły jednak jednoznacznej odpowiedzi. Wyprawa rozpoczęła się 13 lipca 1934 i trwała kilka tygodni. Jej wynikiem było 17 relacji z rzekomych spotkań z potworem. M.in. 30 lipca William Campbell miał widzieć zwierzę unoszące się na wodzie 20 metrów od brzegu, posiadające jajowate ciało (w kształcie „wywróconej łódki”) i długą szyję, wygiętą nad powierzchnią jeziora. 12 sierpnia Patrick Grant rzekomo ujrzał zwierzę przypominające mu kozła, ciemnobrązowego koloru, z dwoma krótkimi rogami, wąskimi ślepiami, nieruchomymi płetwami i czymś, co określił jako wole, jak u ptaka. Wyprawa Mountaina wykonała także kilka zdjęć rzekomego stworzenia, a 15 września kierownikowi poszukiwań Jamesowi Frazierowi udało się wykonać film, mający przedstawiać płynącego potwora. Zoolog Martin Hinton, który obejrzał nagranie stwierdził jednak, że przedstawia ono fokę, z czym nie chcieli zgodzić się członkowie ekspedycji.
Wiarygodność doniesień z ekspedycji Mountaina znacznie obniża sposób ich uzyskania – organizator wyprawy zatrudnił ponad 20 osób, w większości bezrobotnych, którym obiecano premie za każde nowe zdjęcie mające przedstawiać Nessie („dniówka” wynosiła 2 funty, a za wykonanie fotografii członkowie ekspedycji otrzymywali aż 10,5 funta).

### Wyprawa Bakera (1960)
Początkowo na czele ekspedycji z 1960 miał stanąć dr Tucker z British Museum, jednak zastąpił go Peter Baker z uniwersytetu w Cambridge. Tucker został odwołany najprawdopodobniej przez władze muzeum, które nie chciały zaangażowania swojego reprezentanta w tę sprawę. W badaniach użyto wielu kamer i sonaru. Zanotowano wiele kontaktów sonarowych, początkowo uznanych za dowód istnienia Nessie. Obecnie można je jednak wyjaśnić bazując na nowoczesnej wiedzy dotyczącej badań podwodnych przy użyciu sonaru.

### Ekspedycja Uniwersytetu Birmingham (1961)
Wyprawa zorganizowana przez Uniwersytet Birmingham w 1961, skupiła się przede wszystkim na składzie i jakości wody jeziora. Zbadano m.in. jej zakwaszenie, przejrzystość i zawartość tlenu. Zastosowano także sonar – nie zanotowano żadnych śladów nieznanego zwierzęcia. Wiedzę o faunie Loch Ness powiększyły jednak badania planktonu i dna jeziora.

### Ekspedycja Uniwersytetu Cambridge (1962)
Uczestnicy wyprawy urządzonej przez Uniwersytet Cambridge w 1962 obserwowali powierzchnię jeziora przez trzy tygodnie. Przeprowadzono także badania sonarowe. Wnioski wyciągnięte przez naukowców bardzo zawiodły zwolenników istnienia potwora. Stwierdzono, że Loch Ness zamieszkuje zbyt mało zwierząt mogących być pokarmem dla kolonii dużych drapieżników. Ustalenia niektórych kolejnych badań podważyły jednak te wnioski.

### Badania LNPIB (1967–1968)
Prof. D.G. Tucker z Uniwersytetu w Birmingham zaoferował swą pomoc jako jeden z twórców sonaru, w badaniu jeziora w 1968. Była to część większego przedsięwzięcia przeprowadzonego przez Biuro Badania Fenomenu Loch Ness (Loch Ness Phenomena Investigation Bureau, LNPIB) w latach 1967–1968, które opierało się na współpracy pomiędzy ochotnikami i profesjonalistami z różnych dziedzin. Tucker wybrał Loch Ness jako pole doświadczalne dla prototypowego wówczas sonaru o maksymalnym zasięgu 800 metrów. Urządzenie zostało zainstalowane pod wodą niedaleko Temple Pier w zatoce Urquhart i „wycelowane” w kierunku przeciwnego brzegu, co oznaczało rozpięcie akustycznej „sieci” wszerz jeziora. W ciągu dwóch tygodni w sierpniu wielokrotnie zanotowano obecność sześciometrowej długości obiektów, poruszających się w górę i w dół, do dna jeziora. Analiza wykazała, że obiekty te nie wynurzały się, ani nie zapuszczały wyżej niż do średnich partii wody (nie mogły więc to być zwierzęta oddychające powietrzem atmosferycznym). W 1968 LNPIB wydało oświadczenie prasowe, w którym stwierdzono m.in.: 

Odpowiedź na pytanie o istnienie niezwykłego fenomenu w szkockim Loch Ness i o jego ewentualną naturę zbliżyła się w 1968 w rezultacie eksperymentów z sonarem, przeprowadzonych przez zespół naukowców pod kierownictwem D. Godona Tuckera… Profesor Tucker doniósł, że sonar odnotował kontakt z dużymi, poruszającymi się obiektami, osiągającymi szybkość przynajmniej 10 węzłów. Konkludował, że obiekty te na pewno są zwierzętami i wykluczył możliwość, iż były to zwykłe ryby. Stwierdził: „Wielokrotne podpływanie w górę i ponowne opadanie w głąb toni, sprawia, że wydaje się nieprawdopodobnym, że mogłyby to być ryby. Pokusą jest stwierdzenie, że mogłyby to być wspaniałe potwory z Loch Ness, obserwowane po raz pierwszy podczas swej podwodnej aktywności.”

### Badania Andrew Carrolla (1969)
W 1969 pracownik New York Aquarium, zaproponował przeprowadzenie badań polegających na skanowaniu jeziora za pomocą ruchomego sonaru. Projekt został sfinansowany przez fundację Griffisa – nazwanej po Nixonie Griffisie, wówczas dyrektorze Aquarium. Badania Carrolla miały miejsce w październiku 1969. Pewnego dnia odnotowano kontakt sonarowy będący silnym echem jakiegoś ruchomego obiektu, odbieranym przez blisko trzy minuty na północ od Foyers. Natura obiektu pozostała tajemnicą. Późniejsze analizy wykazały, że echo powrotne było dwa razy większe niż ma to miejsce przy wykrywaniu obecności prawie 3,5 metrowych waleni – grindwali. Obliczono długość obiektów na 20 stóp (czyli ok. 7 metrów).

### Badania za pomocą łodzi podwodnych
Wczesne wyprawy z wykorzystaniem łodzi podwodnych nie przyniosły rezultatów. Sponsorowany przez World Book Encyclopedia, pilot Dan Taylor sprowadził nad Loch Ness jednostkę o nazwie „Viperfish” 1 czerwca 1969. Jego podwodne poszukiwania, przerywane powtarzającymi się problemami technicznymi, nie przyniosły żadnych nowych danych, choć w październiku 1969 podczas jednej z wypraw w głębiny, jednostka została wyprzedzona przez niezidentyfikowany obiekt poruszający się z prędkością ok. 16 węzłów. Takiej prędkości łódź podwodna nie była w stanie osiągnąć.
Inna jednostka, „Deep Star III” zbudowana przez amerykańską korporację zbrojeniową General Dynamics, a także nienazwana dwuosobowa łódź podwodna produkcji firmy Westinghouse nie zostały nigdy zwodowane. Inna łódź, „Pisces” będąca własnością firmy Vickers Ltd., została wynajęta w celu holowania kukły przedstawiającej potwora z Loch Ness, co miało zostać sfilmowane i wykorzystane w filmie o Sherlocku Holmesie, pt. Prywatne życie Sherlocka Holmesa (The Private Life of Sherlock Holmes). Sztuczny „potwór” zatonął jednak i osiadł na dnie jeziora, a „Pisces” poszukując go odebrała echo sonaru wskazujące na to, że 70 metrów od łodzi i ok. 17 metrów nad dnem porusza się szybko jakiś duży obiekt. Sterujący łodzią zmniejszył ten dystans o połowę, lecz obiekt przemieścił się gwałtownie poza zasięg sonaru i zniknął.

### „Wielka ekspedycja” 1970
W czasie tzw. „wielkiej ekspedycji” w 1970 rok biolog Roy Mackal z Uniwersytetu w Chicago, zainstalował w jeziorze system hydrofonów (podwodnych mikrofonów). Zostały one osadzone w sierpniu tegoż roku na głębokości 100 i 200 metrów w zatoce Urquhart. Po dwóch nocach nagrań przesłuchano nagrania – na taśmach pojawiły się dźwięki przypominające odgłosy ptaków. Intensywność dźwięków wskazywała na to, że zostały one wydane na dużej głębokości. W październiku nagrano natomiast dźwięki podobne do „pukania” i „klikania”, które zarejestrował inny hydrofon w zatoce Urquhart. Dźwięki te wskazywały na pojawienie się w jeziorze zwierzęcia stosującego echolokację. Po odgłosach tych następowały dźwięki określane jako powstające przy poruszaniu ogonem przez duże morskie zwierzę. Członkowie ekspedycji uznali, że zarejestrowane odgłosy były dźwiękami polowania – potwór miał posługiwać się echolokacją w celu odnalezienia stad ryb i poruszać się w ich kierunku w celu żerowania. Odgłosy zamierały, gdy członkowie wyprawy zbliżali się do hydrofonów i ponownie pojawiały się, gdy oddalali się na większą odległość. Dźwięki zwiększały swą intensywność na głębokości większej niż 35 metrów. Badacze postanowili skomunikować się z rzekomym zwierzęciem, odtwarzając wcześniejsze nagrania i czekając na rezultaty takiego eksperymentu. Nie przyniósł on rozstrzygających wyników – czasem dźwięki zmniejszały lub zwiększały swą intensywność, a czasem w ogóle jej nie zmieniały. Mackal zanotował, że nie zauważył żadnego podobieństwa pomiędzy nagraniami a dźwiękami wydawanymi przez znane zwierzęta morskie. Stwierdził także, że żadne ze znanych gatunków nie są zdolne do wydawania takich odgłosów.

### Operation Deepscan (1987)
Badania nazwane Operation Deepscan z 1987 uznawane są za najbardziej kompleksowe i profesjonalnie przeprowadzone. Ich głównym założeniem było przeczesanie całego zbiornika przy pomocy swoistej sonarowej „kurtyny”. Jezioro zostało przebadane przez dziewiętnaście jednostek wyposażonych w echosondy. Poprzedzały one inną łódź, New Atlantis, wyposażoną w sonar Simrad Scanning – miała ona także przejmować i archiwizować wyniki badań pozostałych jednostek. Pierwsze testy odbyły się w lecie 1986, a główne badania miały miejsce w dniach 10 – 11 października 1987. Operacji towarzyszyło bardzo duże zainteresowanie mediów z całego świata.
Pierwszego dnia zanotowano trzy kontakty – „New Atlantis” próbował dopłynąć nad ich źródło (opisywane przez techników jako największe spośród wszystkich napotykanych przez nich w słodkich wodach), jednak łódź nie zdążyła tego uczynić, przed utratą sygnału. Według wskazań urządzeń obiekt znajdował się na głębokości 174 metrów i pozostawał w zasięgu „kurtyny” przez 2 minuty 20 sekund. Następnego dnia pięć jednostek przebadało dokładnie część jeziora, w której odnotowano pojawienie się zagadkowego obiektu. Nie odkryto niczego niezwykłego.
Drugi dzień badań jeziora Loch Ness nie przyniósł żadnych nowych zagadkowych odczytów.

### Project Urquhart (1992–1993)
Poszukiwania o nazwie Project Urquhart (nazwa nawiązuje do zamku stojącego nad brzegiem jeziora), zostały wymyślone przez Nicholasa Witchella z BBC, który planował zorganizować wyprawę nad Loch Ness już od 1970. Ku zdziwieniu samego organizatora, zgodziły mu się pomóc instytucje naukowe takie jak Muzeum Historii Naturalnej w Londynie, Freshwater Biological Association, a także i Simrad (amerykańska firma specjalizująca się w elektronice morskiej) oraz kanał telewizyjny Discovery Channel. Podmioty te stały się sponsorami wyprawy, której celem było nie odnalezienie Nessie, ale zbadanie Loch Ness, jako największego objętościowo zbiornika wody słodkiej w Wielkiej Brytanii.
Pierwszy etap poszukiwań miał miejsce w 1992. Simrad przetransportował na wody jeziora statek MV „Simrad” z Norwegii. Jednostka przepłynęła prawie 500 mil po powierzchni Loch Ness, przeczesując jego wody sygnałami sonarowymi. Odkryto m.in. najgłębsze miejsce w jeziorze, jak również zbadano dokładnie kształt jego dna – udało się dowieść, że nieprawdziwe są opowieści o podwodnych jaskiniach, w których może ukrywać się potwór. Sonar zanotował kilka nietypowych obiektów, oddalonych od siebie o ok. 60 metrów. Niewielka, bezzałogowa, zdalnie sterowana łódź podwodna, wyposażona w kamerę wideo została opuszczona do wody w celu zbadania jednego z obiektów. Okazał się on być taczką (być może opuszczoną do jeziora przez ministerstwo obrony, testujące tam swego czasu prototypowy sonar).
W lipcu 1993 20-metrowy statek badawczy „Calanus” wraz z łodzią wspierającą „Seol mara” wpłynął na wody Loch Ness. Obie jednostki przeprowadziły badania trwające niemal 200 godzin. Odkryto wiele nowych faktów na temat jeziora, głównie dotyczących populacji fitoplanktonu, zooplanktonu i ryb zamieszkujących Loch Ness, a także różnic pomiędzy północną a południową częścią jeziora. Z kolei pracownicy londyńskiego Muzeum Historii Naturalnej skupili się na badaniach nicieni zamieszkujących dno Loch Ness. Odkryto jeden dotychczas nieznany nauce gatunek tych bezkręgowców (Ethmolaimus sp.).
Podczas trwania Project Urquhart zanotowano kilka odczytów sonarowych, które nie zostały dotychczas wyjaśnione. Jeden z nich miał miejsce 28 lipca 1992 roku, kiedy to o 7 wieczorem, pomiędzy Foyers a Invermoriston, sonar przez dwie minuty odbierał echo, które Thor Edland, specjalista z Simrad, opisał jako o wiele mocniejsze w porównaniu z odczytami sonarów wywołanymi przez stada ryb. Podobnie było w 1993, kiedy to badacze z Simrad zarejestrowali cztery kontakty sonarowe w średnich partiach wody. Inżynier Birnie Lees z Simrad opisał jeden z sygnałów, jako o wiele za duży, aby była to jakakolwiek znana ryba z jeziora.

### Discovery Loch Ness (1993)
W 1993 nadawca Discovery Communications urządził ekspedycję, która miała zbadać ekologię jeziora. Nie skupiała się ona wyłącznie na potworze, ale także na populacji nicieni oraz liczbie ryb w zbiorniku. Udało się odkryć nowy gatunek nicienia. Spodziewając się natomiast niewielu ryb, schwytano dwadzieścia sztuk podczas jednego połowu. Oznaczało to zwiększenie wielkości ocenianej populacji ryb w Loch Ness dziewięciokrotnie.
Później, przy użyciu sonaru, odkryto zaburzenia pod powierzchnią wody jeziora, będące rzadkim rodzajem podwodnej burzy, która pojawia się, gdy energia (pochodząca np. z wiatru) zostaje zmagazynowana w zbiorniku i pojawia się jednocześnie brak równowagi pomiędzy cieplejszymi i zimniejszymi partiami wody. Następnego dnia, gdy badacze analizowali wydruki obrazujące to dziwne wydarzenie, zauważyli coś, co wyglądało na trzy obiekty wychwycone przez sonar, za każdym z nich ciągnął się potężny kilwater.
Badania zostały później przedstawione, wraz z analizą filmu Dinsdale’a, „zdjęcia chirurga” i fotografii Rinesa, w programie pt. Loch Ness Odkryte (Loch Ness Discovered).

### Ekspedycja GUST (2001)
W 2001 miała miejsce kontrowersyjna ekspedycja Globalnego Zespołu Podwodnych Poszukiwań (Global Underwater Search Team, GUST). Używając nowoczesnych urządzeń sonarowych, próbowali namierzyć zwierzę. Pewnej nocy udało im się zobaczyć na ekranie urządzenia niewielki obiekt. Innym razem zauważono pewne zakłócenia, które uchwycono na filmie, jednak były one bardzo niewyraźne.
Ekspedycję ukazano w programie pt. Potwór z Loch Ness: Poszukiwanie Prawdy (Loch Ness Monster: Search for the Truth).

### Dochodzenie telewizyjne (2003–2004)
W 2003 ekipa BBC przeprowadziła zakrojone na jak dotąd najszerszą skalę badanie jeziora Loch Ness przy użyciu nawigacji satelitarnej i 600 wiązek sonarowych. Efektem poszukiwań był film dokumentalny Searching for the Loch Ness Monster, wyemitowany przez BBC One. Nie znaleziono żadnych śladów obecności potwora. Badacze doszli do przekonania, że zwierzę nie istnieje.

### Badania DNA (2018)
W czerwcu 2018 międzynarodowy zespół badaczy z uniwersytetów w Otago, Kopenhadze, Hull oraz z University of Highlands and Islands, przeprowadził badania DNA występującego w jeziorze. Jego rezultaty zostały opublikowane w 2019. Nie odnaleziono DNA dużych ryb, takich jak rekiny, jesiotry czy sumy, a także pochodzącego od wydr czy fok. W próbkach znajdowało się za to dużo materiału genetycznego węgorzy. Lider zespołu badawczego, prof. Neil Gemmell z Uniwersytetu w Otago, stwierdził, że nie może wykluczyć, iż w Loch Ness żyją ekstremalnie duże węgorze, choć nigdy tam takich nie obserwowano, a tym bardziej nie schwytano. Równie dobrze DNA mogło pochodzić od wielu ryb tego gatunku normalnych rozmiarów. W jeziorze nie znaleziono także gadziego materiału genetycznego. Jak powiedział prof. Gemmell, myślę więc, że możemy być pewni, że żaden gigantyczny łuskowaty gad nie pływa w Loch Ness.

### Poszukiwania zorganizowane przez Loch Ness Centre w Drumnadrochit (2023)
W dniach 26-27 sierpnia 2023 w poszukiwaniach Nessie wzięło udział około stu ochotników. Patrolowali oni brzegi jeziora na całej ich długości, wypatrując jakichkolwiek odchyleń od normy, mogących świadczyć o pojawieniu się dużego obiektu na powierzchni wody. Użyte zostały także drony wyposażone w kamery na podczerwień, operujące ponad powierzchnią jeziora, oraz urządzenia do wykrywania dźwięków pod wodą.

## Próby wyjaśnienia
W ciągu lat pojawiło się wiele różnorakich prób wyjaśnienia, czym tak naprawdę może być tajemniczy potwór z Loch Ness. Część z nich zakładała istnienie nieznanego zwierzęcia zamieszkującego jezioro. Inne natomiast próbowały wyjaśnić ten fenomen przy pomocy znanych stworzeń lub zjawisk.

### Plezjozaur

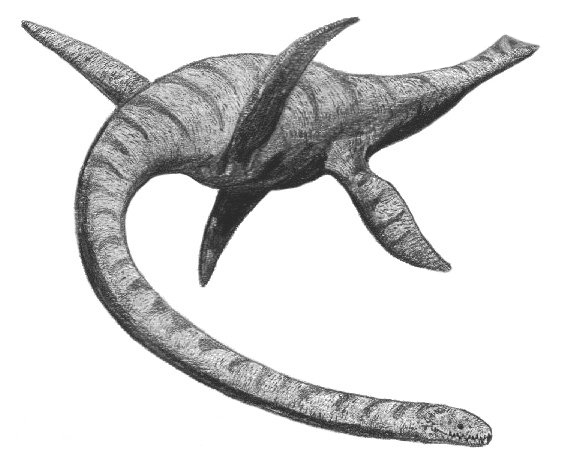
Plesiosaurus – rekonstrukcja autorstwa Adama Stuarta Smitha

Najczęściej występujący opis Nessie, bazujący na rzekomych obserwacjach zwierzęcia, przywodzi na myśl plezjozaura, morskiego gada o długiej szyi, który wymarł w czasie kredy. Dla uprawdopodobnienia tej teorii, jej zwolennicy wskazują na przetrwanie ryby latimerii, która na początku XX wieku była uznawana za wymarłą w czasach plezjozaurów, ale została ponownie odkryta u wybrzeży Madagaskaru w 1938.
Naukowcy podają jednak kilka kwestii, z powodu których takie zwierzę nie może zamieszkiwać Loch Ness. Pomijając kwestie wymierania kredowego, plezjozaur był najprawdopodobniej gadem zmiennocieplnym, a średnia temperatura jeziora Loch Ness wynosi 5,5 °C. Dzisiejsze gady morskie (krokodyle, żółwie morskie czy węże morskie) zamieszkują tropiki, gdzie ciepła woda utrzymuje dość wysoką temperaturę ich ciał. Z drugiej strony, naukowcy zauważają, że jeżeli plezjozaury były stałocieplne tak jak dinozaury (lub przynajmniej ich część), to potrzebowałyby do przeżycia ogromnej ilości pożywienia, niezbędnej do utrzymania poziomu aktywności zwierzęcia stałocieplnego. To spowodowałoby z kolei większą liczbę obserwacji.
Struktura kości skamieniałych plezjozaurów nie wskazuje na to także, że zwierzęta te posiadały zdolność echolokacji, tak jak delfiny i wieloryby. To bardzo przydałoby im się w jeziorze tak mętnym jak Loch Ness, gdzie widoczność jest mniejsza niż 5 metrów, a to ze względu na dużą ilość torfu i mułu rozpuszczonych w wodzie. W efekcie, światło słoneczne nie dociera w głąb jeziora, co zmniejsza ilość alg, a co za tym idzie również planktonu, małych oraz większych ryb, idąc w górę łańcucha pokarmowego. Odkąd skamieliny wskazują na to, że plezjozaury były myśliwymi posługującymi się przede wszystkim swym wzrokiem, wydaje się nieprawdopodobne, aby mętne wody jeziora pozwalały na przeżycie wystarczającej ilości ryb dla przetrwania nawet niewielkiej kolonii stosunkowo dużych zwierząt.
Dodatkowo w październiku 2006 Leslie Noè z Sedgwick Museum w Cambridge wskazał na to, że Konstrukcja kostna karku sprawia, że można być absolutnie pewnym tego, że plezjozaur nie mógł wznosić swej głowy ponad wodę na wzór łabędzia, co chyba ostatecznie oddala kandydaturę plezjozaura na idealne wyjaśnienie zagadki Loch Ness.

### Kelpie
Zgodnie ze szwedzkim badaczem i pisarzem Bengtem Sjögrenem, obecna wiara w potwory z jezior, takie jak Nessie, jest związana ze starymi legendami o kelpie. Wskazuje on na to, że opowieści o stworach z jezior zmieniły się w ciągu wieków, przedtem wspominając o „końskim” wyglądzie stworzeń, a w czasach współczesnych wykazują one podobieństwo do plezjozaurów i dinozaurów. Sjögren twierdzi, że ewolucja ta podążała w kierunku bardziej „realistycznych” i „nowoczesnych” wersji, doprowadzając do zmiany kelpie – stworzenie z folkloru w zwierzę o realnej naturze . Zwolennicy istnienia potwora wskazują na to, że autorzy relacji z dawniejszych czasów porównywali stwora do zwierząt, które znali, nie mogąc słyszeć o plezjozaurach.

### Foka o długiej szyi
Peter Costello w swojej książce In Search of Lake Monsters (W poszukiwaniu potworów z jezior, 1975) przedstawił teorię, że Nessie, jak również inne „potwory z jezior”, jest nieznanym gatunkiem foki o długiej szyi. Costello podpierał się przy tym kilkoma relacjami ze spotkań ze zwierzęciem na lądzie, poruszającym się chwiejnie w kierunku wody, jak czynią to foki i lwy morskie. Jednakże wszystkie znane gatunki fok można łatwo spotkać w czasie dnia, w promieniach pełnego słońca, w przeciwieństwie do Nessie.

### Słoń

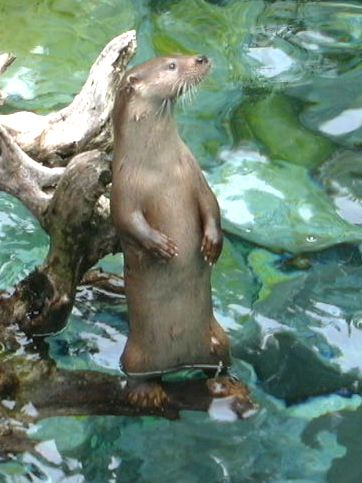
Wiele wyjaśnień związanych jest z obecnością i specyficznym zachowaniem wydr

Pojawiła się również teoria autorstwa Neila Clarka, paleontologa, który wraz z Hunterian Museum w Glasgow sugerował, że Nessie mogła być słoniem – jednym ze zwierząt wchodzących w skład cyrku przejeżdżającego w pobliżu Loch Ness w czasie, gdy miało miejsce najwięcej obserwacji rzekomego potwora.

### Duże ryby
Pojawiło się także przypuszczenie, że potwór z Loch Ness może być po prostu dużym węgorzem. Jedynym gatunkiem węgorza występującym w jeziorze jest węgorz europejski (Anguilla anguilla), jednak ten nie jest wystarczająco długi, by pasował do opisów rzekomego zwierzęcia. Średnio osiąga długość 1/2 metra. Możliwe jest, że węgorze zamieszkujące Loch Ness dorastają większych rozmiarów, aby pożerać większe ryby, lub też inny gatunek węgorza zasiedlił zbiornik. Wielki węgorz pasuje do niektórych relacji ze spotkań z Nessie, ale ryba ta nie potrafi wystawiać głowy z wody w sposób przypominający podobną czynność wykonywaną przez łabędzie.
Innym „kandydatem” na wyjaśnienie obserwacji rzekomego potwora z Loch Ness jest duży jesiotr. Jesiotr ostronosy (Acipenser oxyrinchus) osiąga długość do 4 metrów i masę do 350 kg. Podobnie jak wiele innych gatunków ryb, rośnie przez całe życie. Największego jesiotra udało się złowić w Rosji – miał 8 metrów długości, a jego wiek oceniano na ok. 200 lat. Jednakże jesiotry są znane z tego, że większość swego życia spędzają w wodach morskich, wpływając do wód śródlądowych w celu przeprowadzenia tarła. Coroczna migracja z morza do Loch Ness wielkiego osobnika lub kilku egzemplarzy zwierzęcia nie mogłaby zostać niezauważona. Nie zanotowano dotychczas przypadku złapania jesiotra w jeziorze Loch Ness, choć miało to miejsce w zbiorniku Moray Firth, do którego wpada rzeka Ness. Schwytano także jeden egzemplarz w rzece Garry – aby się w niej znaleźć, ryba musiała przepłynąć przez Loch Ness.
Inne duże ryby, które być może zostały wzięte za nieznane zwierzę to szczupak (Esox lucius występuje w jeziorze) i sum (Silurus glanis), ale przede wszystkim wstęgor, który dorasta 17 metrów i w związku z tym porusza się ruchem przypominającym węża. W ostatnich latach w jednym ze szkockich jezior złowiono wstęgora o długości 3 metrów. Część historii o wężach morskich powstało właśnie wskutek obserwowania ruchu tej ryby i być
może byłoby w stanie wyjaśnić te z obserwacji z Loch Ness, gdy ponad wodą dostrzeżono zwierzę o kilku garbach.

### Ptaki, wydry i inne znane zwierzęta
Innymi zasugerowanymi zwierzęcymi „kandydatami” były: delfin, jakiś rodzaj dużego mięczaka, być może wielki głowonóg lub nicień. Po obejrzeniu „zdjęcia chirurga”, paleontolog i znawca waleni, Roy Chapman Andrews stwierdził, że przedstawia ono płetwę orki. Niektóre z relacji były tłumaczone także obserwacjami płynących psów, jeleni, wydr czy wodnego ptactwa.

### Drzewa
W serii artykułów w „New Scientist” w 1982, dr Maurice Burton przedstawił teorię wyjaśniającą obserwacje Nessie i innych podobnych „potworów z jezior”, za pomocą wolno fermentujących pod wodą pni sosny. Gazy wytworzone w tym procesie nie mogłyby uwolnić się z drewna, ze względu na dużą ilość zawartej w nim żywicy. Ostatecznie jednak sprężone gazy miałyby wyrzucać żywicę z jednej strony takiego gnijącego pnia, co powodowałoby wyrzucenie go na powierzchnię wody. Burton wskazywał, że kształt podłużnych i dość cienkich pni sosny przypomina wiele opisów rzekomego zwierzęcia.
Cztery szkockie jeziora (m.in. Loch Morar, Loch Ness i Loch Lomond) są bardzo głębokie, spośród nich trzy mają legendy o zamieszkujących je potworach; te same posiadają brzegi porośnięte lasami sosnowymi. Lomond – jezioro bez legendy – nie jest otoczone takimi lasami. Wynurzenia pni spowodowane gazami gnilnymi powodują wzniesienie się ponad powierzchnię wody widocznej mgiełki pary wodnej – co pojawia się także w kilku obserwacjach Nessie. Pnie sosnowe, noszące ślady takich procesów odnaleziono na brzegach Loch Ness.
Przeciwnicy tej teorii wskazują jednak, że wiele jezior, które mają być zamieszkane przez potwory, nie jest otoczone przez lasy iglaste. Dobrym przykładem są tutaj jeziora irlandzkie.

### Sejsze i kilwatery

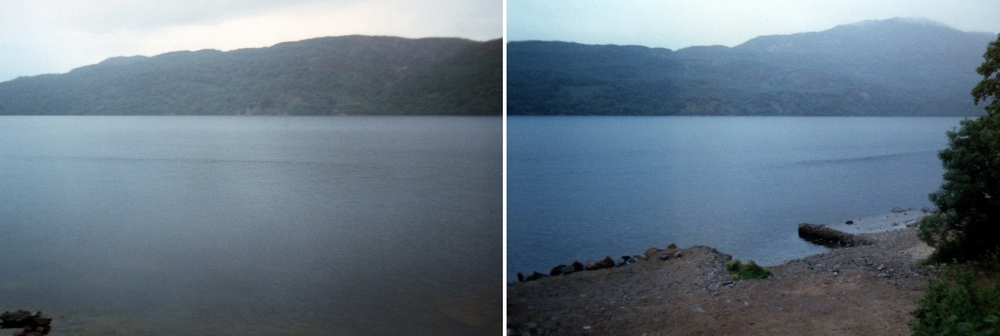
Sejsze na powierzchni Loch Ness

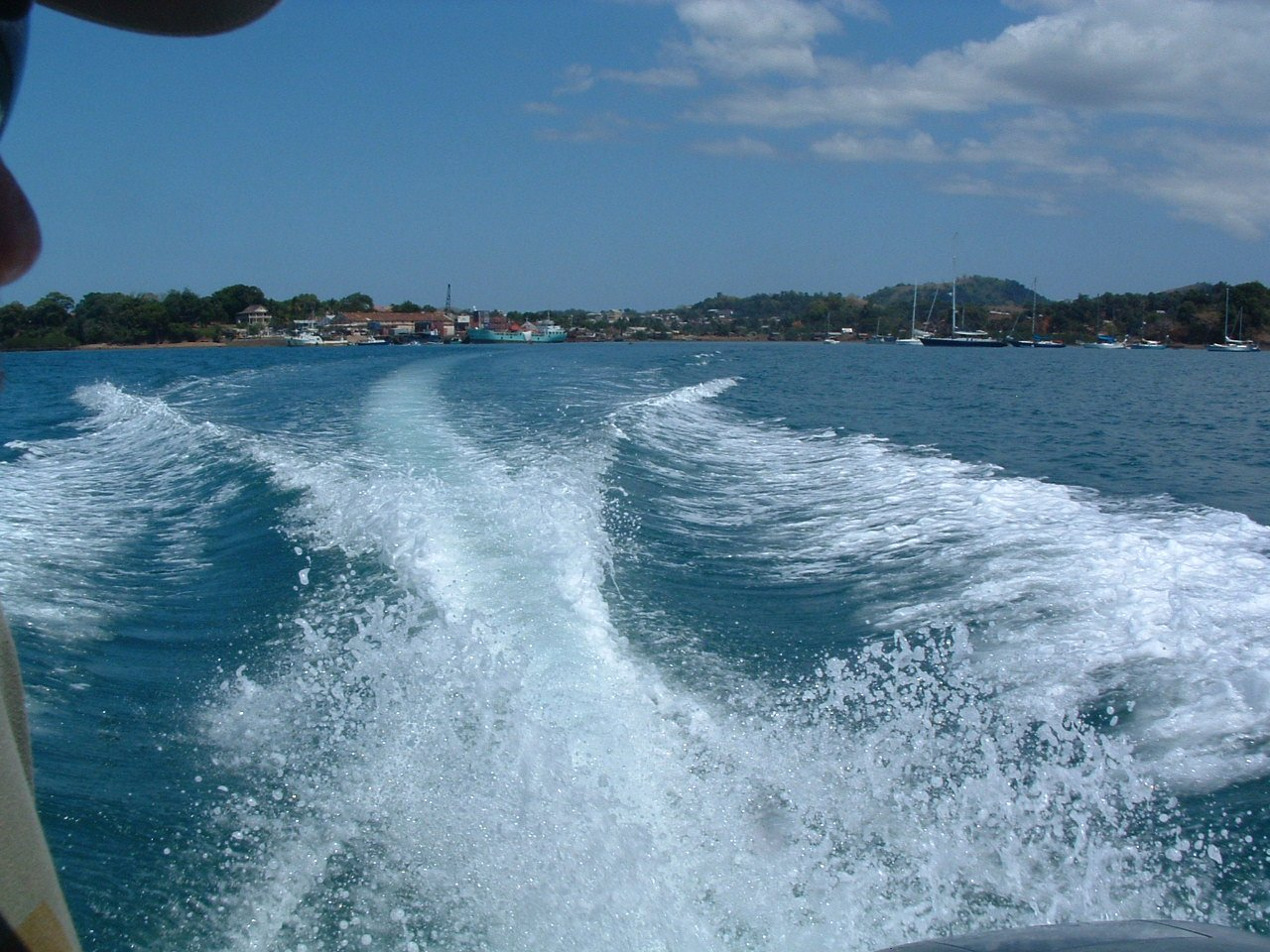
Kilwater powstający za płynącą łodzią może wywołać zjawisko fali stojącej, wyjaśniającej część obserwacji Nessie

Wyjaśnieniem może być też geologia. W Loch Ness, z powodu wydłużonego i stosunkowo prostego kształtu tego zbiornika, mają miejsce pewne niecodzienne zjawiska, mające wpływ na powierzchnię jeziora. Sejsza to swobodna fala stojąca, powstająca w zamkniętych zatokach, morzach i jeziorach pod wpływem wyraźnego zaburzenia równowagi wody (w jednej części zbiornika poziom wody podnosi się, a w drugiej jednocześnie opada). Fala wywołana przez to zjawisko przemieszcza się z jednego końca zbiornika do drugiego. W Loch Ness proces ten powtarza się regularnie co 31,5 minuty.
Pozostawione przez łodzie ślady torowe (kilwatery) mogą również wpłynąć na pojawienie się dziwacznych fal na powierzchni jeziora. Gdy łódź przepływa przez środek jeziora, pozostawiając po sobie kilwater, fale przez niego wywołane uderzają w oba brzegi zbiornika jednocześnie, po czym wracają i spotykają się ponownie na środku jeziora. Tam może to wywołać powstanie fali stojącej, o wiele większej od zwykłej fali. Może ona przypominać garb.
Jednakże istnieje wiele relacji o falach, które nie mogły powstać w wyniku przepłynięcia łodzi. Często powierzchnia jeziora jest niezwykle spokojna w czasie spotkań z Nessie, nie widać żadnych przepływających statków. Na przykład barman David Munro widział obiekt poruszający się zygzakiem, nurkujący i wynurzający się ponownie. Był pewny, że było to zwierzę. Niektóre obserwacje mówią o kilwaterze w kształcie litery „V” – który pojawia się, gdy coś porusza się tuż pod powierzchnią wody. Dodatkowo, w wielu obserwacjach kilwater jest zupełnie odmienny od tego, jaki pozostawia płynąca łódź.

### Ludzka psychika
Kolejne fale doniesień o rzekomych spotkaniach z potworem z Loch Ness tłumaczone są często jako ataki zbiorowej histerii (mogącej powodować m.in. chwilowe załamanie prawidłowego postrzegania rzeczywistości), omamy wzrokowe. Carl Sagan w swojej książce tłumaczącej większość relacji o spotkaniach z UFO i inne rzekomo niewyjaśnione wydarzenia, procesami zachodzącymi w ludzkich głowach, pisał: 

(…) wielokrotnie wykazano, że u 10 do 25 procent prawidłowo funkcjonujących osób co najmniej raz w okresie ich życia występowały rzeczywiste omamy (halucynacje) – słyszą głos, którego nie ma lub widzą nieistniejące przedmioty. Rzadziej występują takie omamy, jak odczuwanie dziwnych zapachów, słyszenie muzyki lub otrzymywanie informacji w sposób niezależny od zmysłów.

Inne możliwe wytłumaczenie rzekomych obserwacji Nessie, odnoszące się do ludzkiej psychiki, posługuje się pojęciem pareidolii. Zasadza się ona na naturalnym dążeniu człowieka do odnajdywania znajomych sygnałów w bodźcach całkowicie losowych. Na tej podstawie można zakładać, że osoba, która przybyła nad brzeg Loch Ness, pragnąc ujrzeć w jego wodach potwora, w taki sposób zinterpretuje widok całkowicie naturalnego przedmiotu (np. gałęzi drzewa) lub zjawiska.
Dr Charles Paxton z Uniwersytetu w St Andrews, analizując statystykę obserwacji, wskazuje na wyraźną nadreprezentację przedstawicieli lokalnej branży turystycznej, która żyje z legendy o tajemniczym potworze.

## Oszustwa
Kilka razy dopuszczono się oszustw, wykorzystując fenomen Loch Ness. Niektóre z nich, takie jak np. „zdjęcie chirurga” były bardzo przekonujące. Inne były wyjaśniane stosunkowo szybko, często przez samych sprawców, lecz najczęściej po krótkim czasie przez profesjonalnych badaczy. Kilka przykładów poniżej.

### Fałszerstwo Wetherella
W 1933, niedługo po pierwszych doniesieniach o obserwacjach Nessie w jeziorze, które zapoczątkowały międzynarodową sławę Loch Ness, brytyjska gazeta „Daily Mail” postanowiła zająć się tą sprawą. Nad brzeg zbiornika wysłano wielkiego entuzjastę polowań Marmaduke Wetherella, który miał odnaleźć potwora. Nie udało mu się to, ale doniósł o odnalezieniu w grudniu 1933 dużych śladów na brzegu jeziora, wiodących w kierunku wody. Kiedy odciski przebadali specjaliści z Muzeum Historii Naturalnej, stwierdzili, że zostały one wykonane przy pomocy spreparowanej stopy hipopotama, wykorzystywanej często jako oryginalny stojak na parasole. Wetherell został publicznie wyśmiany na łamach dziennika, który go zatrudnił, po czym wycofał się z życia publicznego.

### „Zdjęcie chirurga”
W kwietniu 1934 powstała słynna fotografia płk. Roberta Wilsona, lekarza pracującego w Londynie. Zyskała ona szybko przydomek „zdjęcia chirurga”, ze względu na profesję autora, jak i to, że było to pierwsze do tej pory tak ostre i doświetlone zdjęcie potwora, przedstawiające rzekomo szyję zwierzęcia podobnego do plezjozaura, wystającą z wody. Wilson wracał z urlopu w północnej Szkocji, gdzie fotografował pociągi. Jak twierdził, znajdując się 5 km od Invermoriston, wysiadł z samochodu, gdy kręta szosa zbliżyła się na ok. 60 metrów do jeziora. Wówczas to, 250 metrów od brzegu miał mu się ukazać dziwny obiekt. Wilson wykonał cztery zdjęcia, z których dwa okazały się nieudane. Na trzeciej fotografii widnieje obiekt przypominający długą szyję i małą główkę jakiegoś zwierzęcia. Ostatnie zdjęcie przedstawia obiekt o wiele mniejszy, jakby zanurzający się. Uwagę zwracał jednak fakt, że Wilson nigdy nie twierdził, że sfotografował potwora z Loch Ness, tylko „coś w wodzie”.
Fotografia uchodziła przez długi czas za prawdziwy dowód istnienia potwora z Loch Ness. Sceptycy zwracali jednak uwagę na to, że najczęściej publikowano tylko część najsłynniejszego zdjęcia Nessie, wyciętą w taki sposób, aby wywołać wrażenie ogromu rzekomego zwierzęcia. Fotografia w całości przedstawia drugi brzeg jeziora i niewielki obiekt przypominający szyję i głowę zwierzęcia, unoszący się pośród fal, których rozmiar wskazuje na nieduże rozmiary rzekomego potwora. Część wyjaśnień „zdjęcia chirurga” mówiła o wydrze lub nurkującym ptaku.
Autentyczność fotografii została ostatecznie podważona przez wyznanie Chrisa Spurlinga, zięcia Marmaduke Wetherella, które uczynił na łożu śmierci. Spurling twierdził, że zdjęcie przedstawiało gliniany model przyczepiony do zabawkowej łodzi podwodnej. Wetherell, upokorzony w 1933, pragnąc zemsty, postanowił dokonać oszustwa, z pomocą Chrisa Spurlinga oraz potrafiącego rzeźbić Iana Marmaduke’a (własnego syna, który kupił materiały do modelu), a także Maurice Chambersa (agenta ubezpieczeniowego), który przekonał Kennetha Wilsona (chirurga), aby ten pokazał światu zdjęcia.

### Zdjęcie Lachlana Stuarta
14 lipca 1951 o godzinie 6.30 rano Lachlan Stuart miał wykonać zdjęcie, przedstawiające trzy garby wynurzające się z wody. Zgodnie z jego relacją, po wykonaniu tej fotografii, ponad powierzchnię wychynęła także głowa potwora, jednak w tym momencie świadkowi zaciął się aparat i nie był on w stanie zrobić więcej zdjęć. Stuart ocenił długość szyi na 2 metry, a każdego z garbów na ok. 1,5 metra. Po obejrzeniu zdjęcia Stuarta, kustosz muzeum przyrodniczego w Glasgow, Eric Palmer, stwierdził, że fotografia może przedstawiać trzy nadnaturalnych rozmiarów, goniące się i figlujące foki, choć nie wydaje się to prawdopodobne.
Zdjęcie wykonane przez Stuarta okazało się oszustwem. W latach 70. uczestnik „Projektu Loch Ness” Ricky Gardner odnalazł dokładnie to miejsce na brzegu jeziora, z którego została zrobiona fotografia. Stwierdził, że woda była tam zbyt płytka, aby mogło ukrywać się w niej jakieś duże zwierzę. Natomiast pisarz Richard Frere wyjawił, że był obecny podczas wykonywania zdjęcia, a Stuart sfotografował trzy zanurzone w wodzie pale z przywiązanymi do nich brezentowymi workami wypełnionymi sianem.

### Fotografie Franka Searle’a
Na początku lat 70. były wojskowy Frank Searle przybył nad Loch Ness, pragnąc uzyskać sławę odkrywcy potwora. Wykonał dużą ilość zdjęć mających przedstawiać Nessie. Wiele z nich zostało opublikowanych przez media, ale wszystkie uznano za niewątpliwe oszustwa. Duża część okazała się fotografiami przedstawiającymi gałęzie drzew pływające po powierzchni wody. W innych fałszerz posłużył się bardziej skomplikowaną techniką – wklejał zdjęcia dinozaurów, wycięte z pocztówek.

### „Akademia Nauk Stosowanych”
We wczesnych latach 70., grupa osób pod przywództwem amerykańskiego prawnika patentowego i założyciela organizacji nazywanej Akademią Nauk Stosowanych, Roberta H. Rinesa, wykonała kilka podwodnych fotografii. Jedną z nich było niewyraźne zdjęcie obiektu przypominającego romboidalną płetwę (inni twierdzili, że mogą to być pęcherzyki powietrza lub płetwa ryby). Ujrzawszy to zdjęcie, brytyjski przyrodnik Peter Scott ogłosił w 1975 naukową nazwę dla zwierzęcia – Nessiteras rhombopteryx („Potwór z Ness z romboidalnymi płetwami”). Miało to umożliwić włączenie Nessie do oficjalnego brytyjskiego spisu chronionych gatunków. Jednakże gazety londyńskie zauważyły, że nazwa ukuta przez Scotta jest anagramem zdania monster hoax by sir Peter S. (potworne oszustwo sir Petera S.). Sam Rines odpowiedział na to w liście, że litery można ułożyć także w zdanie Yes, both pix are monsters… R. (Tak, oba obrazki są potworami… R.).
Podwodne zdjęcia miały zostać wykonane podczas starannego przeczesywania głębin jeziora przy pomocy sonaru, przez wiele dni, w poszukiwaniu niecodziennych podwodnych obiektów. Później do poszukiwań dołączyła podwodna kamera wyposażona w niezwykle mocny reflektor, niezbędny do penetracji osławionej mętnej wody Loch Ness. Kilka z powstałych w ten sposób zdjęć, pomimo dużej niewyraźności, pokazują obiekt przypominający kształtem plezjozaura, pojawiającego się w różnych pozycjach i w różnym oświetleniu. Fotografie mają ukazywać głowę, szyję i górę korpusu gada. Po bliższym przyjrzeniu się wielu zwolenników istnienia potwora zauważyło nawet kształt głowy i oczy zwierzęcia. Później okazało się, że ta „głowa gargulca” okazała się być zanurzonym w wodzie pniakiem. Również zdjęcia mające przedstawiać romboidalną płetwę zwierzęcia zostały wykonane z kilku pozycji, co miało wywołać złudzenie ruchu.
Jednakże znana wersja zdjęcia „płetwy” została wyretuszowana w porównaniu z pierwotną fotografią. Muzeum Oszustw (Museum of Hoaxes) pokazuje oryginalne zdjęcie. Charlie Wyckoff stwierdził, że ktoś wyretuszował fotografię, aby wyeksponować rzekomą płetwę. Oryginał ukazuje o wiele mniejszy obiekt. Nikt nie wie natomiast na pewno, w jakich okolicznościach do tego doszło.
W 2001 Akademia Nauk Stosowanych nagrała film przedstawiający potężny kilwater w kształcie litery „V”, pojawiający się na spokojnej powierzchni wody w bezwietrzny dzień. Odnaleźli również pod wodą coś, co wyglądało jak rozkładające się ciało zwierzęcia.

### Zdjęcie Anthony’ego Shielsa
Anthony „Doc” Shiels stwierdził 21 maja 1977, że wykonał zdjęcie potwora z Loch Ness, niedaleko zamku Urquhart. Fotografia stała bardzo popularna w mediach z powodu jej dużej wyraźności – twierdzono nawet, że jest to najwyraźniejsze zdjęcie Nessie, jakie kiedykolwiek zrobiono. Jednak niemal od razu zostało ono obwołane oszustwem. Sceptycy nazwali je nawet „Muppetem z Loch Ness”, zaznaczając także, że wokół obiektu wyłaniającego się z wody nie ma kręgów na wodzie, co wygląda nienaturalnie. Wiarygodność fotografii podważa także sama osoba Shielsa, showmana, „czarownika”, zawodowego ezoteryka. Autor zdjęcia stwierdził natomiast, że pomimo tego, że wykonuje zdjęcia potworów z jezior, to jednak nie wierzy w ich istnienie.

### Inne przypadki
2 maja 2001 na brzegu jeziora zostały znalezione dwa duże kongery. Te duże węgorze są zwierzętami morskimi, a Loch Ness jest zbiornikiem słodkowodnym. Ryby zostały więc tam podrzucone, w celu wywołania sensacji. Sporych rozmiarów wężopodobne kongery mogły zostać uznane za niewielkie, nie w pełni wykształcone potwory.
29 lipca 2003 Gerald McSorley, emeryt ze szkockiego Stirling, podczas spaceru nad brzegiem jeziora poślizgnął się i wpadł do wody. Miał on wówczas znaleźć skamielinę czterech kręgów szyjnych plezjozaura, co dla części mediów stało się kolejnym dowodem na występowanie prehistorycznych gadów morskich w jeziorze. Autentyczność znaleziska McSorleya potwierdziło Muzeum Narodowe Szkocji w Edynburgu. Jednak jeden z paleontologów zatrudnionych w muzeum, Lyall Anderson, stwierdził, że skamieniałość pochodzi z innej warstwy skał niż otaczających zbiornik. Jego zdaniem, została ona podrzucona na brzeg Loch Ness, a pochodzi najprawdopodobniej ze stanowiska oddalonego o ok. 50 kilometrów na południowy wschód od jeziora.
W 2004 zespół telewizji Channel 5 (złożony przede wszystkim z ekspertów od efektów specjalnych) próbował zwieść przebywających nad jeziorem, że w zbiorniku przebywa jakieś duże zwierzę. Skonstruowali więc animatroniczny model potwora. Oszustwo zakończyło się sukcesem – pojawiło się wiele relacji ze spotkań z „potworem” w dniu uruchomienia modelu i w miejscu jego umieszczenia.
W 2005 dwójka studentów twierdziła, że znaleźli oni ząb tkwiący w ciele jelenia znalezionego przez nich na brzegu jeziora. Opublikowali szeroko informacje o swoim znalezisku, zakładając nawet stronę internetową na ten temat. Wkrótce potem jednak eksperci stwierdzili, że „ząb” był kłem mundżaka.
Z 2012 pochodzi zdjęcie wykonane przez George Edwardsa, szypra łodzi wycieczkowej kursującej po Loch Ness, przedstawiające ciemny garb unoszący się na wodzie jeziora. Fotografia została zbadana przez ekspertów wojskowych z USA, którzy stwierdzili, że przedstawia ona obiekt ożywiony. Nieco ponad rok później Edwards przyznał jednak że zdjęcie było oszustwem. Przedstawia ono „garb” wykonany z włókna szklanego, przygotowany w 2011 na potrzeby filmu dokumentalnego National Geographic Prawda za potworem z Loch Ness (The Truth Behind the Loch Ness Monster).

## Potwór w popkulturze

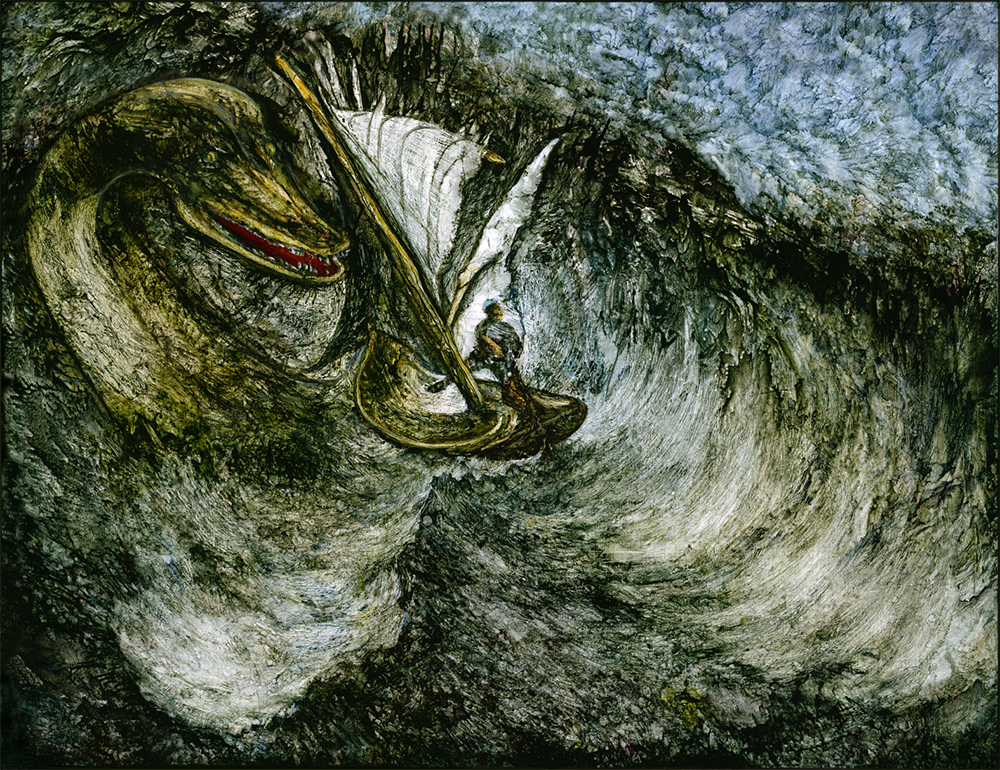
Obraz „Potwór Loch Ness” Hugo Heikenwaeldera

Znaczna część relacji na temat potwora była zmyślana w celach marketingowych. Okolice jeziora zyskały bowiem atrakcję turystyczną, będącą źródłem utrzymania dla wielu mieszkańców nadbrzeżnych miejscowości. Potwór z Loch Ness stał się niemal takim samym symbolem Szkocji, jak wieża Eiffla – Francji.
O potworze można przeczytać lub usłyszeć:
- w literaturze, m.in. w:
  - opowiadaniach Święty (The Saint), reż. Leslie Charteris, oraz filmie na podstawie opowiadań
  - noweli Masks of the Illuminati (1981), autor: Robert Anton Wilson
  - książce The Loch (2005), autor: Steve Alten
  - książce Outlander, autorka: Diana Gabaldon
  - a także licznych komiksach, czy bajkach jak Duchy w Loch Ness (2005), (Jacques Duquennoy)
- w twórczości zespołów muzycznych, m.in. w utworach:
  - Lochness, Judas Priest
  - Synchronicity II, The Police
  - Nessie i album Loch'd and Loaded, Real McKenzies
- w filmach i serialach, m.in. w:
  - Prywatne życie Sherlocka Holmesa (The Private Life of Sherlock Holmes) (1970)
  - serialu Doctor Who (1975)
  - serialu Scooby Doo w odcinku Zamieszanie ze Szkotami i niezwykłymi zjawiskami (1978)[102]
  - Amazon Women on the Moon (1987)
  - serialu Święty (The Saint)
  - Loch Ness (1996)
  - serialu Rodzinka Ness[103]
  - Scooby Doo i potwór z Loch Ness (2004)[104]
  - Zdarzenie w Loch Ness (2004)
  - Koń wodny: Legenda głębin (2008)
  - i wielu innych[105]